# Unión Regional Deportiva 2013
La  Unión Regional Deportiva «Carlos Octavio Alfaro» 2013 fue una nueva temporada de la unión de ligas conformada por la Liga Tandilense de Fútbol, la Liga Ayacuchense de fútbol, la Liga Rauchense de fútbol y la Liga Juarense de fútbol, desarrollándose a partir del 11 de mayo.
Independiente (Tandil) se consagró campeón de la Unión Regional Deportiva 2013, venciendo por penales (5 a 4) en la final del año a Ferrocarril Sud (Tandil), luego de empatar en 1 en los 90 reglamentarios.

## Equipos participantes
| Equipo                                                                 | Ciudad        |
| ---------------------------------------------------------------------- | ------------- |
| Club Atlético Alumni                                                   | Benito Juárez |
| Club Social y Deportivo Argentino                                      | Benito Juárez |
| Club Atlético Ayacucho                                                 | Ayacucho      |
| Botafogo Fútbol Club                                                   | Rauch         |
| Club Defensores Ayacucho                                               | Ayacucho      |
| Club Defensores del Cerro                                              | Tandil        |
| Club Social y Deportivo Tandil                                         | Tandil        |
| Ateneo Cultural y Deportivo José Manuel Estrada                        | Ayacucho      |
| Club Social y Deportivo Excursionistas                                 | Tandil        |
| Club Atlético y Biblioteca Ferrocarril Sud                             | Tandil        |
| Club Gimnasia y Esgrima                                                | Tandil        |
| Archivo:Club Grupo Universitario (Tandil).png Club Grupo Universitario | Tandil        |
| Club Independiente                                                     | Tandil        |
| Club Atlético Juarense                                                 | Benito Juárez |
| Club Social y Deportivo Loma Negra                                     | Barker        |
| Club Deportivo San José                                                | Tandil        |
| Club Atlético San Lorenzo                                              | Rauch         |
| Club y Biblioteca Ramón Santamarina                                    | Tandil        |
| Club Atlético Sarmiento                                                | Ayacucho      |
| Universidad Nacional del Centro de la Provincia de Buenos Aires        | Tandil        |
| Sociedad de Fomento Unión y Progreso                                   | Tandil        |
| Centro Social Velense                                                  | M. I. Vela    |
| Club Social y Deportivo Villa Aguirre                                  | Tandil        |

| Bajas   |
| ------- |
| No hubo |

| Altas                     |
| ------------------------- |
| Argentino (B. Juárez)     |
| Unión y Progreso (Tandil) |

## Sistema de disputa
La Fase I se llevará a cabo bajo el sistema de todos contra todos (a una rueda). Quien sume más puntos, será el ganador de la Fase I, asegurándose una final anual, mientras que los dieciséis mejores clasificarán a la denominada Fase II, para medirse en eliminación directa desde la instancia de Octavos de final. El ganador de la Fase I y la Fase II, disputarán la final anual, en caso de que sea el mismo equipo en ambas etapas se adjudicaría automáticamente el Campeonato 2013.

## Fase I

### Posiciones generales
|     | Equipos                         | Pts. | PJ | PG | PE | PP | GF | GC | Dif. |
| --- | ------------------------------- | ---- | -- | -- | -- | -- | -- | -- | ---- |
| 1.  | Independiente (Tandil)          | 51   | 22 | 15 | 6  | 1  | 55 | 21 | 34   |
| 2.  | Santamarina (Tandil)            | 49   | 22 | 15 | 4  | 3  | 65 | 12 | 53   |
| 3.  | Atlético Ayacucho               | 49   | 22 | 15 | 4  | 3  | 36 | 12 | 24   |
| 4.  | Sarmiento (Ayacucho)            | 47   | 22 | 15 | 2  | 5  | 59 | 21 | 38   |
| 5.  | Gimnasia (Tandil)               | 44   | 22 | 13 | 5  | 4  | 47 | 26 | 21   |
| 6.  | Ferrocarril Sud (Tandil)        | 43   | 22 | 13 | 4  | 5  | 52 | 25 | 27   |
| 7.  | San José (Tandil)               | 41   | 22 | 13 | 2  | 7  | 42 | 35 | 7    |
| 8.  | Defensores del Cerro (Tandil) 1 | 39   | 22 | 12 | 3  | 7  | 52 | 40 | 12   |
| 9.  | San Lorenzo (Rauch)             | 39   | 22 | 11 | 6  | 5  | 33 | 27 | 6    |
| 10. | UNICEN (Tandil)                 | 35   | 22 | 11 | 2  | 9  | 45 | 40 | 5    |
| 11. | Velense (M. I. Vela)            | 34   | 22 | 10 | 4  | 8  | 45 | 38 | 7    |
| 12. | Juarense (Benito Juárez)        | 30   | 22 | 9  | 3  | 10 | 51 | 53 | -2   |
| 13. | Excursionistas (Tandil)         | 29   | 22 | 8  | 5  | 9  | 49 | 33 | 16   |
| 14. | Defensores (Ayacucho) 2         | 27   | 22 | 9  | 3  | 10 | 35 | 36 | -1   |
| 15. | Unión y Progreso (Tandil)       | 23   | 22 | 7  | 2  | 13 | 33 | 46 | -13  |
| 16. | Deportivo Tandil (Tandil)       | 22   | 22 | 5  | 7  | 10 | 31 | 49 | -18  |
| 17. | Grupo Universitario (Tandil)    | 21   | 22 | 6  | 3  | 13 | 37 | 47 | -10  |
| 18. | Botafogo (Rauch)                | 20   | 22 | 6  | 2  | 14 | 27 | 46 | -19  |
| 19. | Alumni (Benito Juárez)          | 19   | 22 | 5  | 4  | 13 | 34 | 57 | -23  |
| 20. | Argentino (Benito Juárez)       | 19   | 22 | 4  | 7  | 11 | 31 | 60 | -29  |
| 21. | Estrada (Ayacucho)              | 12   | 22 | 2  | 6  | 14 | 14 | 48 | -34  |
| 22. | Villa Aguirre (Tandil)          | 10   | 22 | 2  | 4  | 16 | 22 | 59 | -37  |
| 23. | Loma Negra (Barker)             | 4    | 22 | 0  | 4  | 18 | 12 | 81 | -69  |

Fuente: Minuto 91 Archivado el 27 de junio de 2013 en Wayback Machine.
(1): Se le descontaron tres puntos a Defensores del Cerro al finalizar la ronda por la mala inclusión de un jugador en la fecha 19.
(2): Se le descontaron tres puntos a Defensores de Ayacucho por la no presentación en la fecha 23 contra Atlético Ayacucho.
|  | Clasificados a la Fase II |

| Ganador Fase I         |
| ---------------------- |
| Independiente (Tandil) |

#### Evolución de las posiciones
| Equipo / Jornada             |      |      |      |      |      |      |      |      |      |      |      |      |      |      |      |     |      |      |      |      |      |      |      |
| Equipo / Jornada             | 01   | 02   | 03   | 04   | 05   | 06   | 07   | 08   | 09   | 10   | 11   | 12   | 13   | 14   | 15   | 16  | 17   | 18   | 19   | 20   | 21   | 22   | 23   |
| ---------------------------- | ---- | ---- | ---- | ---- | ---- | ---- | ---- | ---- | ---- | ---- | ---- | ---- | ---- | ---- | ---- | --- | ---- | ---- | ---- | ---- | ---- | ---- | ---- |
| Alumni (Benito Juárez)       | 14º  | 19º  | 20.º | 19º  | 17º  | 18º  | 16.º | 17º  | 19º  | 19.º | 17º  | 18º  | 18º  | 17º  | 18º  | 18° | 19º  | 19º  | 19º  | 18º  | 18º  | 18º  | 19º  |
| Argentino (Benito Juárez)    | 6.º  | 8.º  | 11.º | 13.º | 14.º | 13.º | 15.º | 16.º | 13.º | 16º  | 16º  | 14º  | 14º  | 16.º | 15.º | 15° | 14.º | 14º  | 17º  | 17º  | 17º  | 19º  | 20º  |
| Atlético Ayacucho            | 01º  | 01º  | 2.º  | 7.º  | 10.º | 6.º  | 02º  | 02º  | 02º  | 02º  | 3.º  | 5.º  | 06º  | 06º  | 06º  | 05° | 5.º  | 4.º  | 2.º  | 3.º  | 2.º  | 3.º  | 3.º  |
| Botafogo (Rauch)             | 7.º  | 3.º  | 9.º  | 12.º | 8.º  | 12.º | 14.º | 15.º | 17º  | 17º  | 18.º | 19º  | 20.º | 20.º | 20º  | 20° | 20º  | 20º  | 20º  | 20º  | 20º  | 17º  | 18º  |
| Defensores (Ayacucho)        | 16º  | 20º  | 17º  | 11.º | 7.º  | 3.º  | 8.º  | 3.º  | 6.º  | 9.º  | 13.º | 12.º | 09º  | 09º  | 7.º  | 09° | 11.º | 12º  | 12º  | 12º  | 11.º | 12.º | 14º  |
| Def. del Cerro (Tandil)      | 19º  | 14º  | 14º  | 16.º | 11.º | 16.º | 12.º | 9.º  | 8.º  | 6.º  | 9.º  | 11.º | 12.º | 10.º | 9.º  | 11° | 10º  | 10º  | 11.º | 10.º | 09º  | 09º  | 8.º  |
| Deportivo Tandil (Tandil)    | 22.º | 23.º | 18º  | 21.º | 21º  | 21º  | 21º  | 21º  | 21º  | 21.º | 20º  | 20º  | 19º  | 19.º | 17º  | 17° | 18º  | 18.º | 15.º | 16º  | 16º  | 16º  | 16º  |
| Estrada (Ayacucho)           | 8.º  | 15.º | 15.º | 17º  | 20º  | 19º  | 20.º | 19º  | 20.º | 20º  | 21.º | 21º  | 21º  | 21º  | 21.º | 21° | 22.º | 22.º | 22.º | 21.º | 21.º | 21.º | 21.º |
| Excursionistas (Tandil)      | 17º  | 21.º | 22.º | 20º  | 18º  | 17º  | 19º  | 20.º | 18º  | 18º  | 19º  | 17º  | 13º  | 13º  | 13º  | 14° | 15º  | 15º  | 16.º | 14º  | 14º  | 13.º | 13º  |
| Ferrocarril Sud (Tandil)     | 15.º | 11.º | 6.º  | 10.º | 13.º | 7.º  | 3.º  | 8.º  | 4.º  | 5.º  | 4.º  | 3.º  | 5.º  | 04º  | 04º  | 06° | 06º  | 06º  | 06º  | 5.º  | 6.º  | 7.º  | 6.º  |
| Gimnasia (Tandil)            | 5.º  | 2.º  | 7.º  | 3.º  | 5.º  | 9.º  | 04º  | 04º  | 03º  | 03º  | 02º  | 02º  | 02º  | 02º  | 02º  | 02° | 02º  | 02º  | 3.º  | 2.º  | 4.º  | 5.º  | 5.º  |
| Grupo Universitario (Tandil) | 2.º  | 10.º | 5.º  | 2.º  | 6.º  | 11.º | 7.º  | 11.º | 14º  | 14º  | 15º  | 15º  | 16.º | 15.º | 16.º | 16° | 16.º | 16º  | 18º  | 19º  | 19º  | 20º  | 17º  |
| Independiente (Tandil)       | 10.º | 4.º  | 01º  | 01º  | 01º  | 01º  | 01º  | 01º  | 01º  | 01º  | 01º  | 01º  | 01º  | 01º  | 01º  | 01º | 01º  | 01º  | 01º  | 01º  | 01º  | 01º  | 1.º  |
| Juarense (B. Juárez)         | 13º  | 18º  | 21.º | 18º  | 16.º | 14.º | 11.º | 07º  | 07º  | 11.º | 12.º | 13.º | 15.º | 14º  | 14º  | 13° | 13º  | 13º  | 10.º | 11.º | 13.º | 14.º | 12º  |
| Loma Negra (Barker)          | 23.º | 17º  | 19º  | 22.º | 22º  | 22º  | 22.º | 23.º | 23.º | 23.º | 22.º | 22º  | 22º  | 22.º | 23.º | 23° | 23.º | 23º  | 23º  | 23º  | 23º  | 23.º | 23.º |
| San José (Tandil)            | 18º  | 12.º | 8.º  | 4.º  | 02º  | 02º  | 5.º  | 12.º | 15.º | 10.º | 7.º  | 6.º  | 4.º  | 08º  | 08º  | 07° | 08º  | 08º  | 07º  | 07º  | 07º  | 6.º  | 7.º  |
| San Lorenzo (Rauch)          | 12.º | 7.º  | 12.º | 8.º  | 9.º  | 15º  | 17º  | 13.º | 11.º | 13.º | 8.º  | 07º  | 07º  | 07º  | 10.º | 08° | 07º  | 07º  | 9.º  | 08º  | 08º  | 08º  | 9.º  |
| Santamarina (Tandil)         | 11.º | 16.º | 10.º | 14.º | 15.º | 10.º | 6.º  | 10.º | 12.º | 8.º  | 11.º | 9.º  | 8.º  | 05º  | 05º  | 04° | 4.º  | 3.º  | 5.º  | 4.º  | 3.º  | 2.º  | 2.º  |
| Sarmiento (Ayacucho)         | 4.º  | 6.º  | 3.º  | 6.º  | 4.º  | 5.º  | 10.º | 6.º  | 5.º  | 4.º  | 5.º  | 4.º  | 03º  | 03º  | 03º  | 03° | 3.º  | 5.º  | 4.º  | 6.º  | 5.º  | 4.º  | 4.º  |
| UNICEN (Tandil)              | 20º  | 9.º  | 16.º | 9.º  | 12.º | 8.º  | 13.º | 14.º | 10.º | 7.º  | 6.º  | 8.º  | 10.º | 12º  | 12º  | 12° | 12.º | 11.º | 13º  | 13º  | 12.º | 11.º | 10º  |
| Unión y Progreso (Tandil)    | 9.º  | 13º  | 13º  | 15º  | 19º  | 20.º | 18º  | 18.º | 16.º | 15.º | 14.º | 16.º | 17º  | 18.º | 19º  | 19° | 17º  | 17º  | 14.º | 15º  | 15º  | 15º  | 15º  |
| Velense (M. I. Vela)         | 3.º  | 5.º  | 4.º  | 5.º  | 3.º  | 4.º  | 9.º  | 5.º  | 9    | 12.º | 10º  | 10º  | 11º  | 11º  | 11º  | 10° | 09º  | 09º  | 8.º  | 9.º  | 10º  | 10º  | 11º  |
| Villa Aguirre (Tandil)       | 21.º | 22.º | 23.º | 23º  | 23º  | 23º  | 23.º | 22.º | 22.º | 22.º | 23.º | 23º  | 23º  | 23.º | 22.º | 22° | 21.º | 21.º | 21.º | 22.º | 22.º | 22.º | 22.º |

## Resultados
| 11 de mayo, 14:00 | Estrada (Ayacucho)             | 2:0     | Defensores del Cerro (Tandil) | Mpal. José Barbieri, Ayacucho |                             |
|                   | Martín Scerbo · Darío Palacios | Reporte |                               | Árbitro(s): Daniel Figueroa   | Árbitro(s): Daniel Figueroa |

| 11 de mayo, 15:30 | Botafogo (Rauch)                     | 2:0     | UNICEN (Tandil) | Botafogo, Rauch              |                              |
|                   | Matías Caballero · Marcelo Caballero | Reporte |                 | Árbitro(s): Adrián Caballero | Árbitro(s): Adrián Caballero |

| 11 de mayo, 15:30 | Alumni (Benito Juárez)           | 2:3     | Unión y Progreso (Tandil)                    | Alumni, Benito Juárez        |                              |
|                   | Emanuel Mansilla · Facundo Ponce | Reporte | Juan Rossi · Bruno Scarnato · Andrés Cardoso | Árbitro(s): Gregorio Saravia | Árbitro(s): Gregorio Saravia |

| 11 de mayo, 15:30 | Ferrocarril Sud (Tandil) | 0:1     | Independiente (Tandil) | Dámaso Latasa, Tandil     |                           |
|                   |                          | Reporte | Lucas Porta 83'        | Árbitro(s): Lucas Novelli | Árbitro(s): Lucas Novelli |

| 11 de mayo, 15:30 | Velense (M. I. Vela)                           | 4:2     | Defensores (Ayacucho)                   | Miguel Ochoa, Vela     |                        |
|                   | Juan Álvarez · Gabriel Durruty · Leonel García | Reporte | Víctor Gorrassi · Juan Pablo Etcheverry | Árbitro(s): Paulo Latú | Árbitro(s): Paulo Latú |

| 11 de mayo, 15:30 | Villa Aguirre (Tandil) | 0:2     | Argentino (Benito Juárez)             | Figueroa, Tandil       |                        |
|                   |                        | Reporte | Nahuél Deniro 39' · Iñaki Lecuona 43' | Árbitro(s): Diego Albo | Árbitro(s): Diego Albo |

| 11 de mayo, 15:30 | Santamarina (Tandil) | 1:1     | San Lorenzo (Rauch) | Club Hípico, Tandil            |                                |
|                   | Jonathan Muriel      | Reporte | John Jairo Riela    | Árbitro(s): Marcos Altamiranda | Árbitro(s): Marcos Altamiranda |

| 11 de mayo, 15:30 | Excursionistas (Tandil) | 1:3     | Sarmiento (Ayacucho)                                        | Excursionistas, Tandil          |                                 |
|                   | Brian Lajos             | Reporte | Leonardo Serfaty · Abel Najurieta · Raúl Grondona -' (a.g.) | Árbitro(s): Sebastián Quinteros | Árbitro(s): Sebastián Quinteros |

| 11 de mayo, 15:30 | San José (Tandil) | 0:2     | Gimnasia (Tandil)          | La Movediza, Tandil              |                                  |
|                   |                   | Reporte | Juan Kwist · Juan Barbeira | Árbitro(s): Víctor Hugo González | Árbitro(s): Víctor Hugo González |

| 11 de mayo, 15:30 | Deportivo Tandil (Tandil) | 0:3     | Grupo Universitario (Tandil)                  | Gimnasia, Tandil               |                                |
|                   |                           | Reporte | Emanuel Cabrera · Diego Sosa · Cristian Pérez | Árbitro(s): Maximiliano Marino | Árbitro(s): Maximiliano Marino |

| 11 de mayo, 16:00 | Atlético Ayacucho                                                           | 5:0     | Loma Negra (Barker) | Mpal. José Barbieri, Ayacucho |                         |
|                   | Manuel Ceverio · Juan Pablo Vicente · Mariano Montalivet · Lucio Esteberena | Reporte |                     | Árbitro(s): Jorge Ocaño       | Árbitro(s): Jorge Ocaño |

| 18 de mayo, 15:30 | Unión y Progreso (Tandil) | 0:1     | Botafogo (Rauch)  | Figueroa, Tandil                 |                                  |
|                   |                           | Reporte | Martín García 75' | Árbitro(s): Víctor Hugo González | Árbitro(s): Víctor Hugo González |

| 18 de mayo, 15:30 | Loma Negra (Barker) | 1:1     | Velense (M. I. Vela) | Loma Negra, Villa Cacique   |                             |
|                   | Martín Baier        | Reporte | Enzo Saracho         | Árbitro(s): Gustavo Beckman | Árbitro(s): Gustavo Beckman |

| 18 de mayo, 15:30 | Juarense (Benito Juárez) | 0:2     | Atlético Ayacucho  | Gastón Lafón, Benito Juárez  |                              |
|                   |                          | Reporte | Gastón Olavarrieta | Árbitro(s): Daniel Iturregui | Árbitro(s): Daniel Iturregui |

| 18 de mayo, 15:30 | San Lorenzo (Rauch)                | 2:1     | Villa Aguirre (Tandil) | Municipal, Rauch            |                             |
|                   | César Hernández · John Jairo Riela | Reporte | Esteban Iriart         | Árbitro(s): Pablo Caballero | Árbitro(s): Pablo Caballero |

| 18 de mayo, 15:30 | Sarmiento (Ayacucho) | 1:1     | Santamarina (Tandil)     | Mpal. José Barbieri, Ayacucho |                             |
|                   | Adrián Roelofs 6'    | Reporte | Germán Giannaccini 90+4' | Árbitro(s): Daniel Figueroa   | Árbitro(s): Daniel Figueroa |

| 19 de mayo, 15:30 | UNICEN (Tandil)                                                        | 6:1     | Estrada (Ayacucho) | Club Hípico, Tandil    |                        |
|                   | Mariano Larragneguy · Franco Reynoso · Juan Teiseyre · Néstor Ferreiro | Reporte | Martín Scerbo      | Árbitro(s): Diego Albo | Árbitro(s): Diego Albo |

| 19 de mayo, 15:30 | Independiente (Tandil)                              | 3:2     | Alumni (Benito Juárez)          | Agustín F. Berroeta, Tandil |                        |
|                   | Rodrigo Baquero · Martín Camio · Maximiliano Villar | Reporte | Emiliano Goitea · Emanuel Arias | Árbitro(s): Paulo Latú      | Árbitro(s): Paulo Latú |

| 19 de mayo, 15:30 | Defensores (Ayacucho)                   | 2:3     | Ferrocarril Sud (Tandil)              | Mpal. José Barbieri, Ayacucho |                           |
|                   | Juan Pablo Etcheverry · Víctor Gorrassi | Reporte | Esteban Bonarrigo · Gustavo Arozarena | Árbitro(s): Marcelo Casco     | Árbitro(s): Marcelo Casco |

| 19 de mayo, 15:30 | Gimnasia (Tandil)          | 3:2     | Excursionistas (Tandil)         | Gimnasia, Tandil          |                           |
|                   | Juan Kwist · Juan Barbeira | Reporte | Ramiro Moreno · Claudio Álvarez | Árbitro(s): Lucas Novelli | Árbitro(s): Lucas Novelli |

| 19 de mayo, 15:30 | Defensores del Cerro (Tandil)          | 2:0     | Grupo Universitario (Tandil) | Excursionistas, Tandil         |                                |
|                   | Gonzalo Cadona 11' · Juan González 89' | Reporte |                              | Árbitro(s): Marcos Altamiranda | Árbitro(s): Marcos Altamiranda |

| 19 de mayo, 15:30 | San José (Tandil)                                 | 3:1     | Deportivo Tandil (Tandil) | La Movediza, Tandil             |                                 |
|                   | Guillermo Fernández · Juan Denzoi · Nicolás Luján | Reporte | Diego Pérez Rivero        | Árbitro(s): Sebastián Quinteros | Árbitro(s): Sebastián Quinteros |

| 25 de mayo, 15:30 | Ferrocarril Sud (Tandil)                           | 3:0     | Loma Negra (Barker) | Mpal. Gral. San Martín, Tandil |                                |
|                   | Esteban Bonarrigo · Julio Prezioso · Matías Méndez | Reporte |                     | Árbitro(s): Maximiliano Moreno | Árbitro(s): Maximiliano Moreno |

| 25 de mayo, 15:30 | Alumni (Benito Juárez) | 0:1     | Defensores (Ayacucho) | Alumni, Benito Juárez    |                          |
|                   |                        | Reporte | Víctor Gorrassi       | Árbitro(s): Diego Molina | Árbitro(s): Diego Molina |

| 25 de mayo, 15:30 | Botafogo (Rauch)                                              | 3:8     | Independiente (Tandil)                                                                                           | Botafogo, Rauch             |                             |
|                   | Matías Omar Caballero · Matías Germán Caballero · Fabián Goro | Reporte | Juan Turri · Joaquín Hernández · Diego Lecuona · Maximiliano Villar · Ramiro Arteagaveytía · Gastón Harguindeguy | Árbitro(s): Paulo Caballero | Árbitro(s): Paulo Caballero |

| 25 de mayo, 15:30 | Estrada (Ayacucho) | 1:1     | Unión y Progreso (Tandil) | Mpal. José Barbieri, Ayacucho |  |
|                   | Martín Scerbo      | Reporte | Martín Alonso             |                               |  |

| 25 de mayo, 15:30 | Velense (M. I. Vela)               | 2:1     | Juarense (Benito Juárez) | Miguel Ochoa, Vela              |                                 |
|                   | Juan Pablo Álvarez · Leonel García | Reporte | Luciano Silva            | Árbitro(s): Sebastián Quinteros | Árbitro(s): Sebastián Quinteros |

| 25 de mayo, 15:30 | Atlético Ayacucho                       | 2:2     | Argentino (Benito Juárez) | Luciano Ceverio, Ayacucho |                         |
|                   | Gastón Olavarrieta · Mariano Montalivet | Reporte | Fernando Severo           | Árbitro(s): Jorge Ocaño   | Árbitro(s): Jorge Ocaño |

| 25 de mayo, 15:30 | Villa Aguirre (Tandil) | 1:5     | Sarmiento (Ayacucho)                                              | Figueroa, Tandil               |                                |
|                   | Rodrigo Quintas        | Reporte | Abel Najurieta · Adrián Roelofs · Pablo Otemuro · Marcos Martínez | Árbitro(s): Marcos Altamiranda | Árbitro(s): Marcos Altamiranda |

| 25 de mayo, 15:30 | Santamarina (Tandil)            | 2:1     | Gimnasia (Tandil) | Club Hípico, Tandil    |                        |
|                   | Guillermo Veloz · Juan Gamalero | Reporte | Federico Ávila    | Árbitro(s): Paulo Latú | Árbitro(s): Paulo Latú |

| 25 de mayo, 15:30 | Excursionistas (Tandil) | 0:1     | San José (Tandil)  | Excursionistas, Tandil |                        |
|                   |                         | Reporte | Juan Jaureguiberry | Árbitro(s): Diego Albo | Árbitro(s): Diego Albo |

| 25 de mayo, 15:30 | Grupo Universitario (Tandil) | 5:2     | UNICEN (Tandil)                   | La Movediza, Tandil         |                             |
|                   | Diego Sosa · José Gómez      | Reporte | Julio Angelieri · Martín Rivarola | Árbitro(s): Víctor González | Árbitro(s): Víctor González |

| 25 de mayo, 15:30 | Deportivo Tandil (Tandil) | 1:1     | Defensores del Cerro (Tandil) | Gimnasia, Tandil          |                           |
|                   | Marcelo Abadié            | Reporte | Gonzalo Cadona                | Árbitro(s): Lucas Novelli | Árbitro(s): Lucas Novelli |

| 2 de junio, 15:30 | Independiente (Tandil)                       | 3:0     | Estrada (Ayacucho) | Agustín F. Berroeta, Tandil |                             |
|                   | Maximiliano Villar 41' 67' · Lucas Porta 81' | Reporte |                    | Árbitro(s): Gustavo Beckman | Árbitro(s): Gustavo Beckman |

| 2 de junio, 15:30 | Defensores (Ayacucho) | 1:0     | Botafogo (Rauch) | Mpal. José Barbieri, Ayacucho |                             |
|                   | Víctor Gorrassi 36'   | Reporte |                  | Árbitro(s): Daniel Figueroa   | Árbitro(s): Daniel Figueroa |

| 2 de junio, 15:30 | Loma Negra (Barker) | 1:3 | Alumni (Benito Juárez)                            | Loma Negra, Villa Cacique      |                                |
|                   | Martín Baier        |     | Emiliano Goitea · Hiram Cimminelli · Nicasio Elía | Árbitro(s): Marcos Altamiranda | Árbitro(s): Marcos Altamiranda |

| 2 de junio, 15:30 | Juarense (Benito Juárez)           | 3:0     | Ferrocarril Sud (Tandil) | Gastón Lafón, Benito Juárez |                          |
|                   | Juan Cruz Riganti · Verón · Zapata | Reporte |                          | Árbitro(s): Sergio Adaro    | Árbitro(s): Sergio Adaro |

| 2 de junio, 15:30 | Argentino (Benito Juárez) | 0:0     | Velense (M. I. Vela) | Ferroviarios, Benito Juárez |                          |
|                   |                           | Reporte |                      | Árbitro(s): Diego Molina    | Árbitro(s): Diego Molina |

| 2 de junio, 15:30 | San Lorenzo (Rauch) | 1:0     | Atlético Ayacucho | Municipal, Rauch             |                              |
|                   | Emiliano Flores     | Reporte |                   | Árbitro(s): Javier Caballero | Árbitro(s): Javier Caballero |

| 2 de junio, 15:30 | Gimnasia (Tandil) | 1:0 | Villa Aguirre (Tandil) | Gimnasia, Tandil                |                                 |
|                   | Gastón Núñez      |     |                        | Árbitro(s): Sebastián Quinteros | Árbitro(s): Sebastián Quinteros |

| 2 de junio, 15:30 | San José (Tandil) | 2:0 | Santamarina (Tandil) | La Movediza, Tandil       |                           |
|                   | Hernán Rodríguez  |     |                      | Árbitro(s): Lucas Novelli | Árbitro(s): Lucas Novelli |

| 2 de junio, 15:30 | UNICEN (Tandil)                       | 2:1 | Defensores del Cerro (Tandil) | Club Hípico, Tandil    |                        |
|                   | Roberto Carabajal -' (a.g.) · Reinoso |     | Pedro Murrone                 | Árbitro(s): Diego Albo | Árbitro(s): Diego Albo |

| 2 de junio, 15:30 | Unión y Progreso (Tandil) | 1:2 | Grupo Universitario (Tandil)        | Figueroa, Tandil         |                          |
|                   | Bruno Scarnato            |     | Mario Cabrera · Juan Felipe Montani | Árbitro(s): Matías Picot | Árbitro(s): Matías Picot |

| 2 de junio, 15:30 | Excursionistas (Tandil)            | 3:1     | Deportivo Tandil (Tandil) | Excursionistas, Tandil |                        |
|                   | Gonzalo Moreno · Mauricio Olaechea | Reporte | Diego Pérez Rivero        | Árbitro(s): Paulo Latú | Árbitro(s): Paulo Latú |

| 8 de junio, 15:30 | Estrada (Ayacucho) | 0:1     | Defensores (Ayacucho) | Mpal. José Barbieri, Ayacucho |                             |
|                   |                    | Reporte | Marcos Arrayago 20'   | Árbitro(s): Lucas Gualdieri   | Árbitro(s): Lucas Gualdieri |

| 8 de junio, 15:30 | Botafogo (Rauch)                          | 2:1     | Loma Negra (Barker) | Botafogo, Rauch              |                              |
|                   | Martín García 20' · Marcelo Caballero 61' | Reporte | Martín Baier 7'     | Árbitro(s): Adrián Caballero | Árbitro(s): Adrián Caballero |

| 8 de junio, 15:30 | Alumni (Benito Juárez)           | 2:2     | Juarense (Benito Juárez)               | Alumni, Benito Juárez   |                         |
|                   | Emiliano Goitea · Damián Andrada | Reporte | Juan Cruz Rigantti · Jonathan Basualdo | Árbitro(s): Germán Dris | Árbitro(s): Germán Dris |

| 8 de junio, 15:30 | Ferrocarril Sud (Tandil)          | 2:2     | Argentino (Benito Juárez)         | Dámaso Latasa, Tandil  |                        |
|                   | Gustavo Arozarena · Matías Méndez | Reporte | Fernando Severo · Sebastián Giles | Árbitro(s): Paulo Latú | Árbitro(s): Paulo Latú |

| 8 de junio, 15:30 | Velense (M. I. Vela)                           | 3:1     | San Lorenzo (Rauch) | Miguel Ochoa, Vela     |                        |
|                   | Franco Lunghi · Enzo Saracho · Martín Zabaleta | Reporte | Ramiro Viera        | Árbitro(s): Diego Albo | Árbitro(s): Diego Albo |

| 8 de junio, 15:30 | Atlético Ayacucho   | 1:2     | Sarmiento (Ayacucho)                        | Luciano Ceverio, Ayacucho   |                             |
|                   | Lisandro Vargas 70' | Reporte | Nicolás De La Vega 17' · Pablo Othemuro 27' | Árbitro(s): Daniel Figueroa | Árbitro(s): Daniel Figueroa |

| 8 de junio, 15:30 | Villa Aguirre (Tandil) | 0:1     | San José (Tandil)     | Figueroa, Tandil               |                                |
|                   |                        | Reporte | Facundo Solimanto 87' | Árbitro(s): Maximiliano Moreno | Árbitro(s): Maximiliano Moreno |

| 8 de junio, 15:30 | Santamarina (Tandil) | 0:0     | Excursionistas (Tandil) | Club Hípico, Tandil              |                                  |
|                   |                      | Reporte |                         | Árbitro(s): Víctor Hugo González | Árbitro(s): Víctor Hugo González |

| 8 de junio, 15:30 | Defensores del Cerro (Tandil)                                      | 4:0     | Unión y Progreso (Tandil) | Excursionistas, Tandil         |                                |
|                   | Pedro Murrone 12' 62' · Roberto Carabajal 18' · Marcos Colotti 86' | Reporte |                           | Árbitro(s): Marcos Altamiranda | Árbitro(s): Marcos Altamiranda |

| 8 de junio, 15:30 | Grupo Universitario (Tandil) | 1:3     | Independiente (Tandil)                                                  | La Movediza, Tandil       |                           |
|                   | Diego Sosa 31'               | Reporte | Juan Rubio 67' (a.g.) · Maximiliano Villar 73' · Juan Ignacio Turri 76' | Árbitro(s): Lucas Novelli | Árbitro(s): Lucas Novelli |

| 8 de junio, 15:30 | Deportivo Tandil (Tandil)                            | 3:3     | UNICEN (Tandil)                                        | Gimnasia, Tandil         |                          |
|                   | Marcelo Abadie · Diego Pérez Rivero · Cristian Seren | Reporte | Julio Angelieri · Juan Pablo Teyseyre · Franco Reynoso | Árbitro(s): Matías Picot | Árbitro(s): Matías Picot |

| 15 de junio, 15:30 | Loma Negra (Barker) | 1:1     | Estrada (Ayacucho) | Loma Negra, Villa Cacique      |                                |
|                    | Martín Baier        | Reporte | Cristian García    | Árbitro(s): Maximiliano Moreno | Árbitro(s): Maximiliano Moreno |

| 15 de junio, 15:30 | Juarense (Benito Juárez)          | 2:1     | Botafogo (Rauch) | Gastón Lafón, Benito Juárez |  |
|                    | Luciano Silva · Mariano Rodríguez | Reporte | Miguel Caballero |                             |  |

| 15 de junio, 15:30 | Alumni (Benito Juárez) | 1:1     | Argentino (Benito Juárez) | Ferroviarios, Benito Juárez  |                              |
|                    | Emiliano Goitea        | Reporte | Nahuel Deniro             | Árbitro(s): Daniel Iturregui | Árbitro(s): Daniel Iturregui |

| 15 de junio, 15:30 | San Lorenzo (Rauch) | 0:5 | Ferrocarril Sud (Tandil)                           | Municipal, Rauch |  |
|                    |                     |     | Esteban Bonarrigo · Julio Prezioso · Martín Pradal |                  |  |

| 15 de junio, 15:30                          | Sarmiento (Ayacucho)          | 2:0 (1) | Velense (M. I. Vela) | Mpal. José Barbieri, Ayacucho |                           |
|                                             | Adrián Roelofs · Juan Ledesma |         |                      | Árbitro(s): Marcelo Casco     | Árbitro(s): Marcelo Casco |
| Suspendido por incidentes a los 65 minutos. |                               |         |                      |                               |                           |

| 15 de junio, 15:30 | Gimnasia (Tandil) | 0:1     | Atlético Ayacucho      | Gimnasia, Tandil          |                           |
|                    |                   | Reporte | Gastón Olavarrieta 11' | Árbitro(s): Lucas Novelli | Árbitro(s): Lucas Novelli |

| 15 de junio, 15:30 | Excursionistas (Tandil) | 0:0 | Villa Aguirre (Tandil) | Excursionistas, Tandil         |  |
|                    |                         |     |                        | Árbitro(s): Marcos Altamiranda |  |

| 15 de junio, 15:30 | Santamarina (Tandil)              | 4:0 | Deportivo Tandil (Tandil) | Club Hípico, Tandil    |                        |
|                    | Germán Giannaccini · Matías Gogna |     |                           | Árbitro(s): Diego Albo | Árbitro(s): Diego Albo |

| 15 de junio, 15:30 | Independiente (Tandil)                           | 3:2 | Defensores del Cerro (Tandil) | Agustín F. Berroeta, Tandil |                        |
|                    | Diego Lecuona · Maximiliano Villar · Lucas Porta |     | Pedro Murrone                 | Árbitro(s): Paulo Latú      | Árbitro(s): Paulo Latú |

| 15 de junio, 15:30 | Unión y Progreso (Tandil) | 1:2 | UNICEN (Tandil)                     | Figueroa, Tandil              |                               |
|                    | Martín Alonso             |     | Mariano Larragneguy · Martín García | Árbitro(s): Sebastián Quiroga | Árbitro(s): Sebastián Quiroga |

| 15 de junio, 15:30 | Defensores (Ayacucho)           | 3:0 | Grupo Universitario (Tandil) | Luciano Ceverio, Ayacucho |                           |
|                    | Víctor Gorrassi · José Martínez |     |                              | Árbitro(s): Gonzalo López | Árbitro(s): Gonzalo López |

| 23 de junio, 14:00 | Estrada (Ayacucho) | 0:3     | Juarense (Benito Juárez)        | Mpal. José Barbieri, Ayacucho |                         |
|                    |                    | Reporte | Luciano Silva · Germán González | Árbitro(s): Jorge Ocaño       | Árbitro(s): Jorge Ocaño |

| 23 de junio, 15:30 | Botafogo (Rauch)                  | 2:2     | Argentino (Benito Juárez) | Botafogo, Rauch             |                             |
|                    | Isidoro Arévalo · Federico Robles | Reporte | Iñaqui Lecuona            | Árbitro(s): Pablo Caballero | Árbitro(s): Pablo Caballero |

| 23 de junio, 15:30 | Alumni (Benito Juárez)              | 2:1     | San Lorenzo (Rauch) | Alumni, Benito Juárez     |                           |
|                    | Mauricio Mastrángelo · Nicasio Elía | Reporte | César Hernández     | Árbitro(s): Darío Novelli | Árbitro(s): Darío Novelli |

| 23 de junio, 15:30 | Ferrocarril Sud (Tandil)          | 2:1 | Sarmiento (Ayacucho) | Dámaso Latasa, Tandil     |                           |
|                    | Esteban Bonarrigo · Matías Méndez |     | Leonardo Serfaty     | Árbitro(s): Lucas Novelli | Árbitro(s): Lucas Novelli |

| 23 de junio, 15:30 | Velense (M. I. Vela) | 1:2 | Gimnasia (Tandil)               | Miguel Ochoa, Vela     |                        |
|                    | Juan Álvarez         |     | Marcos Fernández · Gastón Núñez | Árbitro(s): Paulo Latú | Árbitro(s): Paulo Latú |

| 23 de junio, 15:30 | Villa Aguirre (Tandil) | 0:4 | Santamarina (Tandil)                           | Mpal. Gral. San Martín, Tandil  |                                 |
|                    |                        |     | Jonatna Muriel · Lucas Gianmaría · Diego Serén | Árbitro(s): Sebastián Quinteros | Árbitro(s): Sebastián Quinteros |

| 23 de junio, 15:30 | UNICEN (Tandil) | 0:2     | Independiente (Tandil)                         | Club Hípico, Tandil            |                                |
|                    |                 | Reporte | Joaquín Hernández 24' · Maximiliano Villar 74' | Árbitro(s): Marcos Altamiranda | Árbitro(s): Marcos Altamiranda |

| 23 de junio, 15:30 | Defensores del Cerro (Tandil) | 2:1 | Defensores (Ayacucho) | Excursionistas, Tandil           |                                  |
|                    | Pedro Murrone · Juan Puebla   |     | Brauilio Lorenzo      | Árbitro(s): Víctor Hugo González | Árbitro(s): Víctor Hugo González |

| 23 de junio, 15:30 | Grupo Universitario (Tandil) | 3:1 | Loma Negra (Barker) | La Movediza, Tandil      |                          |
|                    | Diego Sosa · Cristian Pérez  |     | Guillermo Núñez     | Árbitro(s): Matías Picot | Árbitro(s): Matías Picot |

| 23 de junio, 15:30 | Deportivo Tandil (Tandil) | 0:2 | Unión y Progreso (Tandil)      | Gimnasia, Tandil            |                             |
|                    |                           |     | Martín Alonso · Andrés Cardoso | Árbitro(s): Gustavo Beckman | Árbitro(s): Gustavo Beckman |

| 23 de junio, 16:00 | Atlético Ayacucho                | 2:0 | San José (Tandil) | Mpal. José Barbieri, Ayacucho |                             |
|                    | Julián Aguirre · Emanuel Morondo |     |                   | Árbitro(s): Lucas Gualdieri   | Árbitro(s): Lucas Gualdieri |

| 29 de junio, 15:30 | Argentino (Benito Juárez)          | 2:2     | Estrada (Ayacucho)              | Alumni, Benito Juárez     |                           |
|                    | Gastón Perrone · Marcos Abrisqueta | Reporte | Mauricio Pallé · Darío Palacios | Árbitro(s): Darío Novelli | Árbitro(s): Darío Novelli |

| 29 de junio, 15:30 | San Lorenzo (Rauch)                    | 2:0 | Botafogo (Rauch) | Municipal, Rauch             |                              |
|                    | Rodrigo Zarate · Victoriano Cano Kelly |     |                  | Árbitro(s): Javier Caballero | Árbitro(s): Javier Caballero |

| 29 de junio, 15:30 | Sarmiento (Ayacucho)              | 3:2 | Alumni (Benito Juárez)        | Luciano Ceverio, Ayacucho   |                             |
|                    | Adrián Roelofs · Germán Contreras |     | Simón Bugna · Franco Irigoyen | Árbitro(s): Daniel Figueroa | Árbitro(s): Daniel Figueroa |

| 29 de junio, 15:30 | Gimnasia (Tandil)                 | 2:1 | Ferrocarril Sud (Tandil) | Gimnasia, Tandil               |                                |
|                    | Pablo Federico · Marcos Fernández |     | Gustavo Arozarena        | Árbitro(s): Marcos Altamiranda | Árbitro(s): Marcos Altamiranda |

| 29 de junio, 15:30 | San José (Tandil)                                 | 3:4 | Velense (M. I. Vela)               | La Movediza, Tandil              |                                  |
|                    | Darío Dorta · Guillermo Fernández · Nicolás Luján |     | Juan Álvarez · Luciano De la Canal | Árbitro(s): Víctor Hugo González | Árbitro(s): Víctor Hugo González |

| 29 de junio, 15:30 | Excursionistas (Tandil) | 1:2 | Atlético Ayacucho                 | Excursionistas, Tandil |                        |
|                    | Claudio González        |     | Nicolás Landívar · Julián Aguirre | Árbitro(s): Paulo Latú | Árbitro(s): Paulo Latú |

| 29 de junio, 15:30 | Independiente (Tandil)                | 3:1 | Unión y Progreso (Tandil) | Agustín F. Berroeta, Tandil |                           |
|                    | Maximiliano Villar · Laureano Pereyra |     | Martín Alonso             | Árbitro(s): Lucas Novelli   | Árbitro(s): Lucas Novelli |

| 29 de junio, 15:30 | Defensores (Ayacucho)                                                       | 4:2 | UNICEN (Tandil)     | Mpal. José Barbieri, Ayacucho |                            |
|                    | Víctor Gorrassi · Leandro Córdoba · Marcos Arrayago · Juan Pablo Etcheverry |     | Mariano Larragneguy | Árbitro(s): Ignacio Liuzzi    | Árbitro(s): Ignacio Liuzzi |

| 29 de junio, 15:30 | Loma Negra (Barker) | 0:2 | Defensores del Cerro (Tandil) | Loma Negra, Villa Cacique       |                                 |
|                    |                     |     | Claudio Colotti               | Árbitro(s): Sebastián Quinteros | Árbitro(s): Sebastián Quinteros |

| 29 de junio, 15:30 | Juarense (Benito Juárez)                       | 6:5     | Grupo Universitario (Tandil)                                   | Gastón Lafón, Benito Juárez  |                              |
|                    | Luciano Silva · Nicolás Tolosa · Franco Zapata | Reporte | Cristian Pérez · Claudio Fuentes · Diego Sosa · Juan Orsingher | Árbitro(s): Daniel Iturregui | Árbitro(s): Daniel Iturregui |

| 29 de junio, 15:30 | Villa Aguirre (Tandil)           | 3:3 | Deportivo Tandil (Tandil)                             | Figueroa, Tandil               |                                |
|                    | César Arrúa Pesoa · Matías Dhaer |     | Marcelo Vásquez · Cristian Serén · Diego Pérez Rivero | Árbitro(s): Maximiliano Moreno | Árbitro(s): Maximiliano Moreno |

| 13 de julio, 15:30 | Estrada (Ayacucho) | 0:1 | San Lorenzo (Rauch) | Mpal. José Barbieri, Ayacucho |                             |
|                    |                    |     | Guillermo Delgado   | Árbitro(s): Lucas Gualdieri   | Árbitro(s): Lucas Gualdieri |

| 13 de julio, 15:30 | Botafogo (Rauch) | 1:5 | Sarmiento (Ayacucho)                               | Botafogo, Rauch            |                            |
|                    | Matías Caballero |     | Adrián Roelofs · Fabián Insaurralde · Juan Ledesma | Árbitro(s): Diego Villalba | Árbitro(s): Diego Villalba |

| 13 de julio, 15:30 | Alumni (Benito Juárez) | 1:2     | Gimnasia (Tandil)                      | Alumni, Benito Juárez      |                            |
|                    | Emiliano Goitea        | Reporte | Miguel Abad · Emiliano Arias -' (a.g.) | Árbitro(s): Pericles Pérez | Árbitro(s): Pericles Pérez |

| 13 de julio, 15:30 | Ferrocarril Sud (Tandil) | 8:0     | San José (Tandil) | Dámaso Latasa, Tandil  |                        |
|                    | Matías Méndez 28' · Esteban Bonarrigo 41' 42' · Martín Pradal 52' 64' · Damián Villar 79' · Franco Salinas 85' · Martín Ribas 86' | Reporte |                   | Árbitro(s): Paulo Latú | Árbitro(s): Paulo Latú |

| 13 de julio, 15:30 | Velense (M. I. Vela) | 1:3     | Excursionistas (Tandil)                                 | Miguel Ochoa, Vela         |                            |
|                    | Luciano De La Canal  | Reporte | Víctor Conqueiro · Martín Ostinelli · Mauricio Olaechea | Árbitro(s): Marcelo Torres | Árbitro(s): Marcelo Torres |

| 13 de julio, 15:30 | Atlético Ayacucho | 1:0 | Santamarina (Tandil) | Luciano Ceverio, Ayacucho   |                             |
|                    | Julián Aguirre    |     |                      | Árbitro(s): Daniel Figueroa | Árbitro(s): Daniel Figueroa |

| 13 de julio, 15:30 | Unión y Progreso (Tandil)                       | 3:2 | Defensores (Ayacucho)             | Figueroa, Tandil               |                                |
|                    | Franco Temoche · Martín Alonso · Andrés Cardoso |     | Braulio Lorenzo · Leandro Córdoba | Árbitro(s): Marcos Altamiranda | Árbitro(s): Marcos Altamiranda |

| 13 de julio, 15:30 | UNICEN (Tandil)                                                                                  | 6:0     | Loma Negra (Barker) | Club Hípico, Tandil    |                        |
|                    | Juan Pablo Teyseyre · Franco Reynoso · Gonzalo Fernández · Néstor Ferreiro · Federico Fiaschetti | Reporte |                     | Árbitro(s): Diego Albo | Árbitro(s): Diego Albo |

| 13 de julio, 15:30 | Defensores del Cerro (Tandil) | 1:1     | Juarense (Benito Juárez) | Excursionistas, Tandil    |                           |
|                    | Juan Pueblas                  | Reporte | Franco Zapata            | Árbitro(s): Lucas Novelli | Árbitro(s): Lucas Novelli |

| 13 de julio, 15:30 | Grupo Universitario (Tandil) | 3:4     | Argentino (Benito Juárez)                                           | La Movediza, Tandil             |                                 |
|                    | Diego Sosa · Juan Orsingher  | Reporte | Nahuel Deniro · Iñaki Lecuona · Fernando Severo · Maximiliano Pérez | Árbitro(s): Sebastián Quinteros | Árbitro(s): Sebastián Quinteros |

| 13 de julio, 15:30 | Deportivo Tandil (Tandil) | 1:5 | Independiente (Tandil)                                                 | Gimnasia, Tandil         |                          |
|                    | Diego Pérez Rivero        |     | Ramiro Arteagayveitía · Diego Lecuona · Juan Turri · Joaquín Hernández | Árbitro(s): Matías Picot | Árbitro(s): Matías Picot |

| 20 de julio, 15:30 | Sarmiento (Ayacucho) | 1:0 | Estrada (Ayacucho) | Mpal. José Barbieri, Ayacucho |                             |
|                    | Adrián Roelofs       |     |                    | Árbitro(s): Lucas Gualdieri   | Árbitro(s): Lucas Gualdieri |

| 20 de julio, 15:30 | Gimnasia (Tandil) | 1:0     | Botafogo (Rauch) | Gimnasia, Tandil       |                        |
|                    | Juan Kwist        | Reporte |                  | Árbitro(s): Diego Albo | Árbitro(s): Diego Albo |

| 20 de julio, 15:30 | San José (Tandil)                              | 3:1 | Alumni (Benito Juárez) | La Movediza, Tandil        |                            |
|                    | Nicolás Luján · Alejandro Arbert · Jesús Verea |     | Nicasio Elía           | Árbitro(s): Marcelo Torres | Árbitro(s): Marcelo Torres |

| 20 de julio, 15:30 | Excursionistas (Tandil) | 1:1     | Ferrocarril Sud (Tandil) | Excursionistas, Tandil      |                             |
|                    | Martín Ostinelli 69'    | Reporte | Martín Pradal 71'        | Árbitro(s): Gustavo Beckman | Árbitro(s): Gustavo Beckman |

| 20 de julio, 15:30 | Santamarina (Tandil) | 1:0     | Velense (M. I. Vela) | Club Hípico, Tandil       |                           |
|                    | Jonatan Muriel 54'   | Reporte |                      | Árbitro(s): Lucas Novelli | Árbitro(s): Lucas Novelli |

| 20 de julio, 15:30 | Villa Aguirre (Tandil) | 1:2 | Atlético Ayacucho             | Figueroa, Tandil                 |                                  |
|                    | Martín Luque           |     | Julián Aguirre · Franco Trama | Árbitro(s): Víctor Hugo González | Árbitro(s): Víctor Hugo González |

| 20 de julio, 15:30 | Defensores (Ayacucho) | 1:2 | Independiente (Tandil)                    | Luciano Ceverio, Ayacucho   |                             |
|                    | Esteban Ocaño         |     | Ramiro Arteagaveytía · Maximiliano Villar | Árbitro(s): Daniel Figueroa | Árbitro(s): Daniel Figueroa |

| 20 de julio, 15:30 | Loma Negra (Barker) | 0:5 | Unión y Progreso (Tandil)                                                 | Loma Negra, Villa Cacique |                        |
|                    |                     |     | Martín Alonso · Sebastián Cumar · Christopher Dobourdieu · Mariano Britos | Árbitro(s): Paulo Latú    | Árbitro(s): Paulo Latú |

| 20 de julio, 15:30 | Juarense (Benito Juárez) | 1:4 | UNICEN (Tandil)                                                           | Gastón Lafón, Benito Juárez |  |
|                    | Franco Zapata            |     | Franco Reynoso · Mariano Larragneguy · Joaquín Thomas · Leandro Narciandi |                             |  |

| 20 de julio, 15:30 | Argentino (Benito Juárez) | 1:5     | Defensores del Cerro (Tandil)                                  | Ferroviarios, Benito Juárez |                          |
|                    | Gastón Perrone            | Reporte | Pedro Murrone · Enzo Gómez · Matías Southwell · Gonzalo Cadona | Árbitro(s): Javier Pérez    | Árbitro(s): Javier Pérez |

| 20 de julio, 15:30 | San Lorenzo (Rauch) | 1:1 | Grupo Universitario (Tandil) | Municipal, Rauch |  |
|                    | John Jairo Riela    |     | Oscar Ramírez                |                  |  |

| 27 de julio, 15:30 | Estrada (Ayacucho) | 1:4     | Gimnasia (Tandil)                                    | Mpal. José Barbieri, Ayacucho |                           |
|                    | Pablo Laria        | Reporte | Federico Ávila · Sebastián Belsito · Leandro Bucella | Árbitro(s): Marcelo Casco     | Árbitro(s): Marcelo Casco |

| 27 de julio, 15:30 | Botafogo (Rauch) | 1:2 | San José (Tandil)              | Botafogo, Rauch              |                              |
|                    | Martín García    |     | Darío Dorta · Alejandro Arbert | Árbitro(s): Javier Caballero | Árbitro(s): Javier Caballero |

| 27 de julio, 15:30 | Alumni (Benito Juárez)         | 3:2     | Excursionistas (Tandil)            | Alumni, Benito Juárez        |                              |
|                    | Nicasio Elía · Martín Gamaleri | Reporte | Martín Ostinelli · Gonzalo Álvarez | Árbitro(s): Daniel Iturregui | Árbitro(s): Daniel Iturregui |

| 27 de julio, 15:30 | Ferrocarril Sud (Tandil)         | 2:1     | Santamarina (Tandil)  | Dámaso Latasa, Tandil          |                                |
|                    | Esteban Bonarrigo · Juan Sánchez | Reporte | Maximiliano Timpanaro | Árbitro(s): Marcos Altamiranda | Árbitro(s): Marcos Altamiranda |

| 27 de julio, 15:30 | Velense (M. I. Vela)                 | 2:1 | Villa Aguirre (Tandil) | Miguel Ochoa, Vela     |                        |
|                    | Maximiliano Varales · Lucas Olagaray |     | Carlos Oscares         | Árbitro(s): Diego Albo | Árbitro(s): Diego Albo |

| 27 de julio, 15:30 | Independiente (Tandil)   | 1:1     | Loma Negra (Barker) | Agustín F. Berroeta, Tandil |                             |
|                    | Ramiro Arteagaveytía 82' | Reporte | Martín Baier 1'     | Árbitro(s): Gustavo Beckman | Árbitro(s): Gustavo Beckman |

| 27 de julio, 15:30 | Unión y Progreso (Tandil)     | 3:3 | Juarense (Benito Juárez)                                    | Figueroa, Tandil         |                          |
|                    | Leandro Barrera · Martín Díaz |     | Diego Guerendiain -' (a.g.) · Franco Zapata · Luciano Silva | Árbitro(s): Matías Picot | Árbitro(s): Matías Picot |

| 27 de julio, 15:30 | UNICEN (Tandil)                          | 2:1     | Argentino (Benito Juárez) | Club Hípico, Tandil        |                            |
|                    | Javier Ferreiro 3' · Martín Rivarola 87' | Reporte | Iñaki Lecuona 85'         | Árbitro(s): Marcelo Torres | Árbitro(s): Marcelo Torres |

| 27 de julio, 15:30 | Defensores del Cerro (Tandil)  | 2:4 | San Lorenzo (Rauch)           | Figueroa, Tandil                |                                 |
|                    | Pedro Murrone · Gonzalo Cadona |     | Víctor Cano · Emiliano Flores | Árbitro(s): Sebastián Quinteros | Árbitro(s): Sebastián Quinteros |

| 27 de julio, 15:30                          | Grupo Universitario (Tandil) | 1:0 (2) | Sarmiento (Ayacucho) | La Movediza, Tandil              |                                  |
|                                             | Leandro Santos               |         |                      | Árbitro(s): Víctor Hugo González | Árbitro(s): Víctor Hugo González |
| Suspendido por incidentes a los 81 minutos. |                              |         |                      |                                  |                                  |

| 27 de julio, 15:30 | Deportivo Tandil (Tandil)                             | 3:2 | Defensores (Ayacucho) | Gimnasia, Tandil          |                           |
|                    | Marcelo Abadie · Diego Pérez Rivero · Marcelo Vásquez |     | Juan Pablo Etcheverry | Árbitro(s): Lucas Novelli | Árbitro(s): Lucas Novelli |

| 3 de agosto, 15:30 | San José (Tandil)                                                       | 4:0 | Estrada (Ayacucho) | La Movediza, Tandil             |                                 |
|                    | Darío Dorta · Juan Jaureguiberry · Facundo Solimanto · Alejandro Arbert |     |                    | Árbitro(s): Sebastián Quinteros | Árbitro(s): Sebastián Quinteros |

| 3 de agosto, 15:30 | Excursionistas (Tandil)                                   | 3:2 | Botafogo (Rauch)            | Excursionistas, Tandil     |                            |
|                    | Víctor Conqueiro · Martín Ostinelli · Ezequiel Andolfatti |     | Daniel Padín · Daniel Haedo | Árbitro(s): Marcelo Torres | Árbitro(s): Marcelo Torres |

| 3 de agosto, 15:30 | Santamarina (Tandil)                                                                                       | 7:0 | Alumni (Benito Juárez) | Club Hípico, Tandil              |                                  |
|                    | Lucas Giammaría · Jonatan Muriel · Federico Quintas · Rodrigo Ortíz · Paolo Colantonio · Mariano Rodríguez |     |                        | Árbitro(s): Víctor Hugo González | Árbitro(s): Víctor Hugo González |

| 3 de agosto, 15:30 | Villa Aguirre (Tandil) | 0:4 | Ferrocarril Sud (Tandil) | Figueroa, Tandil          |                           |
|                    |                        |     | Esteban Bonarrigo        | Árbitro(s): Lucas Novelli | Árbitro(s): Lucas Novelli |

| 3 de agosto, 15:30 | Loma Negra (Barker) | 1:1 | Defensores (Ayacucho) | Loma Negra, Villa Cacique |                          |
|                    | Martín Baier        |     | Walter Gómez          | Árbitro(s): Matías Picot  | Árbitro(s): Matías Picot |

| 3 de agosto, 15:30 | Juarense (Benito Juárez) | 0:3     | Independiente (Tandil)                | Gastón Lafón, Benito Juárez  |                              |
|                    |                          | Reporte | Maximiliano Villar · Laureano Pereyra | Árbitro(s): Daniel Iturregui | Árbitro(s): Daniel Iturregui |

| 3 de agosto, 15:30 | Argentino (Benito Juárez)               | 2:1     | Unión y Progreso (Tandil) | Alumni, Benito Juárez     |                           |
|                    | Nahuel Deniro 29' · Sebastián Giles 82' | Reporte | Martín Díaz 84'           | Árbitro(s): Darío Novelli | Árbitro(s): Darío Novelli |

| 3 de agosto, 15:30 | San Lorenzo (Rauch) | 1:0 | UNICEN (Tandil) | Municipal, Rauch           |                            |
|                    | Victoriano Cano     |     |                 | Árbitro(s): Diego Villalba | Árbitro(s): Diego Villalba |

| 3 de agosto, 15:30 | Sarmiento (Ayacucho)                                 | 6:1 | Defensores del Cerro (Tandil) | Mpal. José Barbieri, Ayacucho |  |
|                    | Fabián Insaurralde · Leonardo Serfaty · Juan Pereyra |     | Luis Ravenna                  |                               |  |

| 3 de agosto, 15:30 | Gimnasia (Tandil)  | 2:2     | Grupo Universitario (Tandil)            | Gimnasia, Tandil       |                        |
|                    | Juan Kwist 36' 57' | Reporte | Francisco Hardie 78' · Juan Montani 84' | Árbitro(s): Paulo Latú | Árbitro(s): Paulo Latú |

| 3 de agosto, 15:30 | Atlético Ayacucho | 1:2 | Deportivo Tandil (Tandil) | Luciano Ceverio, Ayacucho   |                             |
|                    | Lisandro Vargas   |     | Diego Pérez Rivero        | Árbitro(s): Lucas Gualdieri | Árbitro(s): Lucas Gualdieri |

| 17 de agosto, 15:30 | Estrada (Ayacucho) | 0:5 | Excursionistas (Tandil)          | Luciano Ceverio, Ayacucho |  |
|                     |                    |     | Gonzalo Moreno · Gonzalo Álvarez |                           |  |

| 17 de agosto, 15:30 | Botafogo (Rauch) | 1:3 | Santamarina (Tandil)                 | Botafogo, Rauch            |                            |
|                     | Martín García    |     | Agustín Politano · Mariano Rodríguez | Árbitro(s): Bruno Herrería | Árbitro(s): Bruno Herrería |

| 17 de agosto, 15:30 | Alumni (Benito Juárez)         | 3:1     | Villa Aguirre (Tandil) | Alumni, Benito Juárez        |                              |
|                     | Emiliano Goitea · Nicasio Elía | Reporte | Carlos Oscares         | Árbitro(s): Daniel Iturregui | Árbitro(s): Daniel Iturregui |

| 17 de agosto, 15:30 | Velense (M. I. Vela) | 1:1 | Atlético Ayacucho | Miguel Ochoa, Vela             |                                |
|                     | Martín Zabaleta      |     | Emanuel Morondo   | Árbitro(s): Maximiliano Moreno | Árbitro(s): Maximiliano Moreno |

| 17 de agosto, 15:30 | Independiente (Tandil)                          | 3:1 | Argentino (Benito Juárez) | Agustín F. Berroeta, Tandil |                          |
|                     | Maximiliano Villar · Martín Camio · Lucas Porta |     | Federico Llanos           | Árbitro(s): Matías Picot    | Árbitro(s): Matías Picot |

| 17 de agosto, 15:30 | Unión y Progreso (Tandil) | 0:2 | San Lorenzo (Rauch)                     | Figueroa, Tandil       |                        |
|                     |                           |     | Victoriano Cano · Juan Merani -' (a.g.) | Árbitro(s): Paulo Latú | Árbitro(s): Paulo Latú |

| 17 de agosto, 15:30 | UNICEN (Tandil) | 0:4 | Sarmiento (Ayacucho)                  | Club Hípico, Tandil            |                                |
|                     |                 |     | Leonardo Serfaty · Fabián Insaurralde | Árbitro(s): Marcos Altamiranda | Árbitro(s): Marcos Altamiranda |

| 17 de agosto, 15:30 | Defensores del Cerro (Tandil) | 1:1 | Gimnasia (Tandil) | Excursionistas, Tandil           |                                  |
|                     | Juan González                 |     | Fabricio Gómez    | Árbitro(s): Víctor Hugo González | Árbitro(s): Víctor Hugo González |

| 17 de agosto, 15:30 | Grupo Universitario (Tandil) | 0:1 | San José (Tandil) | La Movediza, Tandil       |                           |
|                     |                              |     | Alejandro Arbert  | Árbitro(s): Lucas Novelli | Árbitro(s): Lucas Novelli |

| 17 de agosto, 15:30 | Deportivo Tandil (Tandil)                                           | 4:0 | Loma Negra (Barker) | Gimnasia, Tandil                |                                 |
|                     | Marcelo Abadie · Enzo Cabral · Marcelo Vásquez · Heber Mastropierro |     |                     | Árbitro(s): Sebastián Quinteros | Árbitro(s): Sebastián Quinteros |

| 17 de agosto, 17:00 | Defensores (Ayacucho)                | 4:1 | Juarense (Benito Juárez) | Mpal. José Barbieri, Ayacucho |                         |
|                     | Juan Pablo Etcheverry · Walter Gómez |     | Federico Morales         | Árbitro(s): Jorge Ocaño       | Árbitro(s): Jorge Ocaño |

| 23 de agosto, 19:30 | Juarense (Benito Juárez)                                                                                     | 8:0     | Loma Negra (Barker) | Gastón Lafón, Benito Juárez |                           |
|                     | Luciano Silva · Germán González · Juan Pablo Riganti · Marcos Conni · Franco Zapata · Juan Martin Larrazabal | Reporte |                     | Árbitro(s): Diego Novelli   | Árbitro(s): Diego Novelli |

| 24 de agosto, 15:30 | Santamarina (Tandil)                               | 3:0 | Estrada (Ayacucho) | Club Hípico, Tandil       |                           |
|                     | Jonatan Muriel · Rodolfo Valerio · Marcos Schwindt |     |                    | Árbitro(s): Lucas Novelli | Árbitro(s): Lucas Novelli |

| 24 de agosto, 15:30 | Villa Aguirre (Tandil)          | 2:2 | Botafogo (Rauch)               | Figueroa, Tandil            |                             |
|                     | Emanuel Bilbao · Fabián Almaraz |     | Pablo Atucha · Federico Robles | Árbitro(s): Gustavo Beckman | Árbitro(s): Gustavo Beckman |

| 24 de agosto, 15:30 | Atlético Ayacucho | 0:0 | Ferrocarril Sud (Tandil) | Luciano Ceverio, Ayacucho |  |
|                     |                   |     |                          | Árbitro(s): Jorge Ocaño   |  |

| 24 de agosto, 15:30 | Argentino (Benito Juárez) | 1:2     | Defensores (Ayacucho)                           | Alumni, Benito Juárez    |                          |
|                     | Nahuel Deniro 83'         | Reporte | Juan Pablo Etcheverry 23' · Isaías Arrayago 84' | Árbitro(s): Javier Pérez | Árbitro(s): Javier Pérez |

| 24 de agosto, 15:30 | San Lorenzo (Rauch) | 0:0 | Independiente (Tandil) | Municipal, Rauch             |  |
|                     |                     |     |                        | Árbitro(s): Javier Caballero |  |

| 24 de agosto, 15:30 | Sarmiento (Ayacucho)                                                      | 5:0 | Unión y Progreso (Tandil) | Mpal. José Barbieri, Ayacucho |  |
|                     | Leonardo Serfaty · Fabián Insaurralde · Juan Pereyra · Leonardo Fernández |     |                           |                               |  |

| 24 de agosto, 15:30 | Gimnasia (Tandil)      | 2:1     | UNICEN (Tandil)         | Gimnasia, Tandil           |                            |
|                     | Pablo Federico 13' 68' | Reporte | Federico Fiaschetti 17' | Árbitro(s): Marcelo Torres | Árbitro(s): Marcelo Torres |

| 24 de agosto, 15:30 | San José (Tandil)              | 2:4 | Defensores del Cerro (Tandil)    | La Movediza, Tandil    |                        |
|                     | Darío Dorta · Alejandro Arbert |     | Claudio Colotti · Marcos Colotti | Árbitro(s): Diego Albo | Árbitro(s): Diego Albo |

| 24 de agosto, 15:30 | Excursionistas (Tandil)                                                | 5:2 | Grupo Universitario (Tandil) | Excursionistas, Tandil           |                                  |
|                     | Gonzalo Álvarez · Gonzalo Moreno · Claudio Álvarez · Mauricio Olaechea |     | Juan Orsingher               | Árbitro(s): Víctor Hugo González | Árbitro(s): Víctor Hugo González |

| 24 de agosto, 15:30 | Velense (M. I. Vela)         | 4:1 | Deportivo Tandil (Tandil) | Miguel Ochoa, Vela     |                        |
|                     | Enzo Saracho · Leonel García |     | Juan Rifé -' (a.g.)       | Árbitro(s): Paulo Latú | Árbitro(s): Paulo Latú |

| 31 de agosto, 14:30 | Loma Negra (Barker) | 0:3     | Argentino (Benito Juárez)                            | Loma Negra, Villa Cacique |                        |
|                     |                     | Reporte | Fernando Severo · Gastón Perrone · Marcos Abrisqueta | Árbitro(s): Diego Albo    | Árbitro(s): Diego Albo |

| 31 de agosto, 15:30 | Estrada (Ayacucho) | 0:0 | Villa Aguirre (Tandil) | Mpal. José Barbieri, Ayacucho |  |

| 31 de agosto, 15:30 | Alumni (Benito Juárez) | 0:4     | Atlético Ayacucho                                                     | Alumni, Benito Juárez        |                              |
|                     |                        | Reporte | Javier Vesce · Rafael Pita · Iñaki Oillataguerre · Gastón Olavarrieta | Árbitro(s): Daniel Iturregui | Árbitro(s): Daniel Iturregui |

| 31 de agosto, 15:30 | Ferrocarril Sud (Tandil) | 3:1 | Velense (M. I. Vela) | Dámaso Latasa, Tandil            |                                  |
|                     | Martín Pradal            |     | Gabriel Durruty      | Árbitro(s): Víctor Hugo González | Árbitro(s): Víctor Hugo González |

| 31 de agosto, 15:30 | Defensores (Ayacucho)                   | 2:1 | San Lorenzo (Rauch)   | Luciano Ceverio, Ayacucho |                           |
|                     | Juan Pablo Etcheverry · Leandro Córdoba |     | Victoriano Cano Kelly | Árbitro(s): Gonzalo López | Árbitro(s): Gonzalo López |

| 31 de agosto, 15:30 | Independiente (Tandil) | 0:0     | Sarmiento (Ayacucho) | Agustín F. Berroeta, Tandil |                        |
|                     |                        | Reporte |                      | Árbitro(s): Paulo Latú      | Árbitro(s): Paulo Latú |

| 31 de agosto, 15:30 | Unión y Progreso (Tandil) | 0:4 | Gimnasia (Tandil)                                              | Figueroa, Tandil               |                                |
|                     |                           |     | Leandro Barriola · Juan Kwist · Pablo Federico · Sergio Caruso | Árbitro(s): Marcos Altamiranda | Árbitro(s): Marcos Altamiranda |

| 31 de agosto, 15:30 | UNICEN (Tandil)     | 1:1 | San José (Tandil) | Club Hípico, Tandil      |                          |
|                     | Mariano Larragneguy |     | Nicolás Luján     | Árbitro(s): Matías Picot | Árbitro(s): Matías Picot |

| 31 de agosto, 15:30 | Defensores del Cerro (Tandil)   | 2:1 | Excursionistas (Tandil) | Excursionistas, Tandil    |                           |
|                     | Lucas Ruarte · Matías Southwell |     | Claudio Álvarez         | Árbitro(s): Lucas Novelli | Árbitro(s): Lucas Novelli |

| 31 de agosto, 15:30 | Grupo Universitario (Tandil) | 0:2 | Santamarina (Tandil)                   | La Movediza, Tandil            |                                |
|                     |                              |     | Germán Giannaccini · Mariano Rodríguez | Árbitro(s): Maximiliano Moreno | Árbitro(s): Maximiliano Moreno |

| 31 de agosto, 15:30 | Deportivo Tandil (Tandil)                              | 3:2 | Juarense (Benito Juárez)              | Gimnasia, Tandil           |                            |
|                     | Diego Pérez Rivero · Agustín Stupino · Marcelo Vásquez |     | Juan Carlos Riganti · Germán González | Árbitro(s): Marcelo Torres | Árbitro(s): Marcelo Torres |

| 14 de septiembre, 16:00 | Atlético Ayacucho                     | 3:0 | Botafogo (Rauch) | Luciano Ceverio, Ayacucho   |                             |
|                         | Lucio Esteberena · Gastón Olavarrieta |     |                  | Árbitro(s): Daniel Figueroa | Árbitro(s): Daniel Figueroa |

| 14 de septiembre, 16:00 | Velense (M. I. Vela)                        | 4:1 | Alumni (Benito Juárez) | Miguel Ochoa, Vela       |                          |
|                         | Juan Álvarez · Gabriel Durruty · Germán Paz |     | Emiliano Goitea        | Árbitro(s): Matías Picot | Árbitro(s): Matías Picot |

| 14 de septiembre, 16:00 | Argentino (Benito Juárez) | 0:2     | Juarense (Benito Juárez)            | Ferroviarios, Benito Juárez |                          |
|                         |                           | Reporte | Agustín Sanzberro · Germán González | Árbitro(s): Javier Pérez    | Árbitro(s): Javier Pérez |

| 14 de septiembre, 16:00 | San Lorenzo (Rauch)                                               | 4:1 | Loma Negra (Barker) | Municipal, Rauch |  |
|                         | Rodrigo Zárate · Emiliano Flores · Guillermo Cantero · John Riela |     | Lucas González      |                  |  |

| 14 de septiembre, 16:00 | Sarmiento (Ayacucho)                 | 3:1 | Defensores (Ayacucho) | Mpal. José Barbieri, Ayacucho |                         |
|                         | Fabián Insaurralde · Luciano Lorenzo |     | Walter Gómez          | Árbitro(s): Jorge Ocaño       | Árbitro(s): Jorge Ocaño |

| 14 de septiembre, 16:00 | Gimnasia (Tandil) | 1:0     | Independiente (Tandil) | Gimnasia, Tandil                 |                                  |
|                         | Federico Ávila    | Reporte |                        | Árbitro(s): Víctor Hugo González | Árbitro(s): Víctor Hugo González |

| 14 de septiembre, 16:00 | San José (Tandil)                       | 2:1 | Unión y Progreso (Tandil) | La Movediza, Tandil             |                                 |
|                         | Juan Pablo Marchetti · Alejandro Arbert |     | Mariano Britos            | Árbitro(s): Sebastián Quinteros | Árbitro(s): Sebastián Quinteros |

| 14 de septiembre, 16:00 | Excursionistas (Tandil) | 0:1 | UNICEN (Tandil) | Excursionistas, Tandil |                        |
|                         |                         |     | Franco Reynoso  | Árbitro(s): Paulo Latú | Árbitro(s): Paulo Latú |

| 14 de septiembre, 16:00 | Santamarina (Tandil)                                                        | 5:0 | Defensores del Cerro (Tandil) | Club Hípico, Tandil    |                        |
|                         | Maximiliano Timpanaro · Jonatan Muriel · Guillermo Veloz · Bernardo Lasarte |     |                               | Árbitro(s): Diego Albo | Árbitro(s): Diego Albo |

| 14 de septiembre, 16:00 | Villa Aguirre (Tandil)         | 3:2 | Grupo Universitario (Tandil) | Figueroa, Tandil          |                           |
|                         | Matías Leiva · Rodrigo Quintas |     | Francisco Hardie             | Árbitro(s): Lucas Novelli | Árbitro(s): Lucas Novelli |

| 14 de septiembre, 16:00 | Ferrocarril Sud (Tandil) | 0:0 | Deportivo Tandil (Tandil) | Dámaso Latasa, Tandil          |  |
|                         |                          |     |                           | Árbitro(s): Maximiliano Moreno |  |

| 20 de septiembre, 21:00 | Estrada (Ayacucho) | 0:1     | Atlético Ayacucho  | Mpal. José Barbieri, Ayacucho |                            |
|                         |                    | Reporte | Gastón Olavarrieta | Árbitro(s): Ignacio Liuzzi    | Árbitro(s): Ignacio Liuzzi |

| 21 de septiembre, 16:00 | Botafogo (Rauch)     | 1:3     | Velense (M. I. Vela)                               | Botafogo, Rauch              |                              |
|                         | Francisco Signorelli | Reporte | Juan Álvarez · Germán Paz · Pablo Atucha -' (a.g.) | Árbitro(s): Javier Caballero | Árbitro(s): Javier Caballero |

| 21 de septiembre, 16:00 | Alumni (Benito Juárez) | 0:4 | Ferrocarril Sud (Tandil)                                           | Alumni, Benito Juárez |  |
|                         |                        |     | Gustavo Arozarena · Matías Méndez · Julio Prezioso · Martín Pradal |                       |  |

| 21 de septiembre, 16:00 | Juarense (Benito Juárez) | 1:3     | San Lorenzo (Rauch)                              | Gastón Lafón, Benito Juárez |                           |
|                         | Juan Riganti 46'         | Reporte | Rodrigo Zárate 52' 70' · Facundo Alcetagaray 60' | Árbitro(s): Mauro Ulvedal   | Árbitro(s): Mauro Ulvedal |

| 21 de septiembre, 16:00 | Loma Negra (Barker) | 0:3     | Sarmiento (Ayacucho)                                 | Loma Negra, Villa Cacique      |                                |
|                         |                     | Reporte | Fabián Insaurralde · Joaquín Didío · Marcos Martínez | Árbitro(s): Maximiliano Moreno | Árbitro(s): Maximiliano Moreno |

| 21 de septiembre, 16:00 | Defensores (Ayacucho) | 1:1 | Gimnasia (Tandil) | Mpal. José Barbieri, Ayacucho |  |
|                         | Walter Gómez          |     | Sergio Caruso     |                               |  |

| 21 de septiembre, 16:00 | Independiente (Tandil)                                               | 3:1     | San José (Tandil)    | Agustín F. Berroeta, Tandil |                            |
|                         | Maximiliano Villar 13' · Ramiro Arteagaveytía 40' · Martín Camio 56' | Reporte | Víctor Rodríguez 50' | Árbitro(s): Marcelo Torres  | Árbitro(s): Marcelo Torres |

| 21 de septiembre, 16:00 | Unión y Progreso (Tandil)                     | 3:2 | Excursionistas (Tandil)           | Figueroa, Tandil       |                        |
|                         | Andrés Cardoso · Mariano Britos · Alan García |     | Martín Ostinelli · Gonzalo Moreno | Árbitro(s): Diego Albo | Árbitro(s): Diego Albo |

| 21 de septiembre, 16:00 | UNICEN (Tandil) | 1:4     | Santamarina (Tandil)                                                     | Club Hípico, Tandil    |                        |
|                         | Javier Ferreiro | Reporte | Mariano Rodríguez · Nicolás Valerio · Bernardo Lasarte · Rodolfo Valerio | Árbitro(s): Paulo Latú | Árbitro(s): Paulo Latú |

| 21 de septiembre, 16:00 | Defensores del Cerro (Tandil)                                 | 5:2 | Villa Aguirre (Tandil)         | Excursionistas, Tandil           |                                  |
|                         | Claudio Colotti · Gonzalo Cadona · Juan González · Enzo Gómez |     | Manuel Balbuena · Matías Leiva | Árbitro(s): Víctor Hugo González | Árbitro(s): Víctor Hugo González |

| 21 de septiembre, 16:00 | Deportivo Tandil (Tandil) | 1:1     | Argentino (Benito Juárez) | Gimnasia, Tandil            |                             |
|                         | Marcelo Vásquez 74'       | Reporte | Fernando Llanos 67'       | Árbitro(s): Gustavo Beckman | Árbitro(s): Gustavo Beckman |

| 5 de octubre, 16:00 | Velense (M. I. Vela)                                 | 4:1 | Estrada (Ayacucho) | Mpal. José Barbieri, Vela        |                                  |
|                     | Juan Pablo Álvarez · Gabriel Durruty · Jorge Weimman |     | Juan Scerbo        | Árbitro(s): Víctor Hugo González | Árbitro(s): Víctor Hugo González |

| 5 de octubre, 16:00 | Ferrocarril Sud (Tandil)       | 2:0 | Botafogo (Rauch) | Dámaso Latasa, Tandil  |                        |
|                     | Julio Prezioso · Matías Méndez |     |                  | Árbitro(s): Paulo Latú | Árbitro(s): Paulo Latú |

| 5 de octubre, 16:00 | San Lorenzo (Rauch) | 1:0 | Argentino (Benito Juárez) | Municipal, Rauch           |                            |
|                     | Emiliano Flores     |     |                           | Árbitro(s): Diego Villalba | Árbitro(s): Diego Villalba |

| 5 de octubre, 16:00 | Sarmiento (Ayacucho)              | 2:3 | Juarense (Benito Juárez)    | Mpal. José Barbieri, Ayacucho |  |
|                     | Juan Ledesma · Fabián Insaurralde |     | Luciano Silva · Marcos Díaz |                               |  |

| 5 de octubre, 16:00 | Gimnasia (Tandil)                                   | 3:1 | Loma Negra (Barker) | Gimnasia, Tandil          |                           |
|                     | Federico Ávila · Sebastián Belsito · Pablo Federico |     | Roberto Acosta      | Árbitro(s): Diego Novelli | Árbitro(s): Diego Novelli |

| 5 de octubre, 16:00 | San José (Tandil)            | 2:0 | Defensores (Ayacucho) | La Movediza, Tandil      |                          |
|                     | Darío Dorta · Juan Marchetti |     |                       | Árbitro(s): Matías Picot | Árbitro(s): Matías Picot |

| 5 de octubre, 16:00 | Excursionistas (Tandil) | 1:3     | Independiente (Tandil)                            | Excursionistas, Tandil         |                                |
|                     | Martín Ostinelli 35'    | Reporte | Laureano Pereyra 45+1' 65' · Nicolás Gorosito 75' | Árbitro(s): Marcos Altamiranda | Árbitro(s): Marcos Altamiranda |

| 5 de octubre, 16:00 | Santamarina (Tandil) | 1:0 | Unión y Progreso (Tandil) | Mpal. Gral. San Martín, Tandil  |                                 |
|                     | Diego Serén          |     |                           | Árbitro(s): Sebastián Quinteros | Árbitro(s): Sebastián Quinteros |

| 5 de octubre, 16:00 | Villa Aguirre (Tandil) | 0:3 | UNICEN (Tandil)                         | Figueroa, Tandil           |                            |
|                     |                        |     | Federico Fiaschetti · Leandro Narciandi | Árbitro(s): Marcelo Torres | Árbitro(s): Marcelo Torres |

| 5 de octubre, 16:00 | Atlético Ayacucho  | 2:0 | Grupo Universitario (Tandil) | Luciano Ceverio, Ayacucho   |                             |
|                     | Gastón Olavarrieta |     |                              | Árbitro(s): Daniel Figueroa | Árbitro(s): Daniel Figueroa |

| 5 de octubre, 16:00 | Alumni (Benito Juárez)                         | 3:2     | Deportivo Tandil (Tandil)          | Alumni, Benito Juárez        |                              |
|                     | Nicasio Elia · Emiliano Goitea · Emanuel Arias | Reporte | Oscar Curbeti · Diego Pérez Rivero | Árbitro(s): Daniel Iturregui | Árbitro(s): Daniel Iturregui |

| 12 de octubre, 16:00 | Independiente (Tandil) | 1:1     | Santamarina (Tandil) | Agustín F. Berroeta, Tandil |                            |
|                      | Lucas Porta 87'        | Reporte | Bernardo Lasarte 62' | Árbitro(s): Marcelo Torres  | Árbitro(s): Marcelo Torres |

| 12 de octubre, 16:00 | Estrada (Ayacucho)                 | 2:3 | Ferrocarril Sud (Tandil)                      | Mpal. José Barbieri, Ayacucho |  |
|                      | Emiliano García Cano · Pablo Laria |     | Martín Pradal · Julio Prezioso · Juan Sánchez |                               |  |

| 12 de octubre, 16:00 | Botafogo (Rauch)                     | 3:1 | Alumni (Benito Juárez) | Botafogo, Rauch            |                            |
|                      | Francisco Signorelli · Rodrigo Palma |     | Facundo Ponce          | Árbitro(s): Diego Villalba | Árbitro(s): Diego Villalba |

| 12 de octubre, 16:00 | Argentino (Benito Juárez)         | 2:4 | Sarmiento (Ayacucho)                                                     | Alumni, Benito Juárez |  |
|                      | Marcos Abrisqueta · Iñaki Lecuona |     | Luis Misson · Santiago Ceschini · Fabián Insaurralde · Martiniano Milloc |                       |  |

| 12 de octubre, 16:00 | Juarense (Benito Juárez)                    | 3:1     | Gimnasia (Tandil) | Gastón Lafón, Benito Juárez |                           |
|                      | Luciano Silva · Marcos Conni · Martín Vidal | Reporte | Pablo Federico    | Árbitro(s): Darío Novelli   | Árbitro(s): Darío Novelli |

| 12 de octubre, 16:00 | Loma Negra (Barker) | 0:5 | San José (Tandil)                                                       | Loma Negra, Villa Cacique |                           |
|                      |                     |     | Alejandro Arbert · Juan Pablo Marchetti · Nicolás Luján · Lautaro Llano | Árbitro(s): Carlos Rivero | Árbitro(s): Carlos Rivero |

| 12 de octubre, 16:00 | Defensores (Ayacucho) | 1:1 | Excursionistas (Tandil) | Luciano Ceverio, Ayacucho |                           |
|                      | Esteban Ocaño         |     | Esteban López           | Árbitro(s): Gonzalo López | Árbitro(s): Gonzalo López |

| 12 de octubre, 16:00 | Unión y Progreso (Tandil)                               | 3:0 | Villa Aguirre (Tandil) | Figueroa, Tandil                 |                                  |
|                      | Marcos Beltrán -' (a.g.) · Andrés Cardoso · Martín Díaz |     |                        | Árbitro(s): Víctor Hugo González | Árbitro(s): Víctor Hugo González |

| 12 de octubre, 16:00 | Defensores del Cerro (Tandil)                           | 3:1 (3) | Atlético Ayacucho  | Excursionistas, Tandil         |                                |
|                      | Roberto Carabajal · Pedro Murrone · Maximiliano Corrado |         | Gastón Olavarrieta | Árbitro(s): Marcos Altamiranda | Árbitro(s): Marcos Altamiranda |

| 12 de octubre, 16:00 | Grupo Universitario (Tandil) | 1:3 | Velense (M. I. Vela)                            | La Movediza, Tandil    |                        |
|                      | Juan Felipe Montani          |     | Lucas Olagaray · Jorge Weimann · Mauricio Prado | Árbitro(s): Diego Albo | Árbitro(s): Diego Albo |

| 12 de octubre, 16:00 | Deportivo Tandil (Tandil)         | 3:1 | San Lorenzo (Rauch) | Gimnasia, Tandil               |                                |
|                      | Marcelo Vásquez · Agustín Stupino |     | Rodrigo Zárate      | Árbitro(s): Maximiliano Moreno | Árbitro(s): Maximiliano Moreno |

| 19 de octubre, 16:00 | Alumni (Benito Juárez) | 1:1     | Estrada (Ayacucho) | Alumni, Benito Juárez  |                        |
|                      | Facundo Ponce          | Reporte | Juan Cruz Altube   | Árbitro(s): Juan Garay | Árbitro(s): Juan Garay |

| 19 de octubre, 16:00 | Gimnasia (Tandil) | 9:2 | Argentino (Benito Juárez)         | Gimnasia, Tandil               |                                |
|                      | Ricardo Tasin · Marcos Fernández · Pablo Federico · Juan Kwist · Gonzalo Franco · Lucas Puggioni · Ezequiel Arrospide · Sebastián Belsito · Maximiliano Corrado |     | Fernando Severo · Cristian Madrid | Árbitro(s): Marcos Altamiranda | Árbitro(s): Marcos Altamiranda |

| 19 de octubre, 16:00 | San José (Tandil)                                    | 3:2 | Juarense (Benito Juárez)              | La Movediza, Tandil            |                                |
|                      | Juan Marchetti · Facundo Solimanto · Agustín Aguirre |     | Germán González · Juan Carlos Riganti | Árbitro(s): Maximiliano Moreno | Árbitro(s): Maximiliano Moreno |

| 19 de octubre, 16:00 | Excursionistas (Tandil)                                             | 5:1 | Loma Negra (Barker) | Excursionistas, Tandil          |                                 |
|                      | Martín Ostinelli · Julián García · Gonzalo Álvarez · Cristian Poggi |     | Alfonso Constantin  | Árbitro(s): Sebastián Quinteros | Árbitro(s): Sebastián Quinteros |

| 19 de octubre, 16:00 | Santamarina (Tandil)                                  | 4:0 | Defensores (Ayacucho) | Club Hípico, Tandil              |                                  |
|                      | Paolo Colantonio · Jonatan Muriel · Mariano Rodríguez |     |                       | Árbitro(s): Víctor Hugo González | Árbitro(s): Víctor Hugo González |

| 19 de octubre, 16:00 | Villa Aguirre (Tandil) | 0:4 | Independiente (Tandil)                                                     | Figueroa, Tandil       |                        |
|                      |                        |     | Ramiro Arteagaveytía · Lucas Porta · Maximiliano Villar · Nicolás Gorosito | Árbitro(s): Paulo Latú | Árbitro(s): Paulo Latú |

| 19 de octubre, 16:00 | Atlético Ayacucho                  | 2:1 | UNICEN (Tandil)   | Luciano Ceverio, Ayacucho  |                            |
|                      | Julián Aguirre · Jonathan Larraule |     | Leandro Narciandi | Árbitro(s): Ignacio Liuzzi | Árbitro(s): Ignacio Liuzzi |

| 19 de octubre, 16:00 | Velense (M. I. Vela) | 2:4 | Defensores del Cerro (Tandil)                                             | Miguel Ochoa, Vela       |                          |
|                      | Jorge Weimann        |     | Marcos Colotti · Roberto Carabajal · Gonzalo Cadona · Maximiliano Corrado | Árbitro(s): Matías Picot | Árbitro(s): Matías Picot |

| 19 de octubre, 16:00 | Ferrocarril Sud (Tandil)           | 2:1 | Grupo Universitario (Tandil) | Dámaso Latasa, Tandil     |                           |
|                      | Marcos Aberastegui · Matías Méndez |     | Nicolás Peralta              | Árbitro(s): Lucas Novelli | Árbitro(s): Lucas Novelli |

| 19 de octubre, 16:00 | Botafogo (Rauch) | 2:0 | Deportivo Tandil (Tandil) | Botafogo, Rauch             |                             |
|                      | Martín García    |     |                           | Árbitro(s): Paulo Caballero | Árbitro(s): Paulo Caballero |

| 26 de octubre, 16:30 | Sarmiento (Ayacucho) | 0:1     | San Lorenzo (Rauch) | Mpal. José Barbieri, Ayacucho |                             |
|                      |                      | Reporte | César Hernández     | Árbitro(s): Daniel Figueroa   | Árbitro(s): Daniel Figueroa |

| 2 de noviembre, 16:00 | Estrada (Ayacucho) | 1:0 | Botafogo (Rauch) | Luciano Ceverio, Ayacucho |  |
|                       | Martín Scerbo      |     |                  |                           |  |

| 2 de noviembre, 16:00 | San Lorenzo (Rauch)           | 2:2 | Gimnasia (Tandil)                | Municipal, Rauch             |                              |
|                       | Rodrigo Zárate · Lucas Achaga |     | Ricardo Tasín · Marcos Fernández | Árbitro(s): Javier Caballero | Árbitro(s): Javier Caballero |

| 2 de noviembre, 16:00 | Argentino (Benito Juárez) | 1:3 | San José (Tandil)                                            | Ferroviarios, Benito Juárez |  |
|                       | Gastón Perrone            |     | Alejandro Arbert · Lautaro Llano · Juan Carlos Jaureguiberry |                             |  |

| 2 de noviembre, 16:00 | Juarense (Benito Juárez) | 0:2 | Excursionistas (Tandil)            | Gastón Lafón, Benito Juárez |  |
|                       |                          |     | Gonzalo Álvarez · Martín Ostinelli |                             |  |

| 2 de noviembre, 16:00 | Loma Negra (Barker) | 0:10 | Santamarina (Tandil) | Loma Negra, Villa Cacique |                           |
|                       |                     |      | Mariano Rodríguez · Guillermo Veloz · Germán Giannaccini · Paolo Colantonio · Nicolás Valerio · Roberto Acosta -' (a.g.) | Árbitro(s): Lucas Novelli | Árbitro(s): Lucas Novelli |

| 2 de noviembre, 16:00 | Defensores (Ayacucho)                | 3:2 | Villa Aguirre (Tandil)      | Mpal. José Barbieri, Ayacucho |  |
|                       | Juan Pablo Etcheverry · Walter Gómez |     | Alan Ortiz · Carlos Oscares |                               |  |

| 2 de noviembre, 16:00 | Unión y Progreso (Tandil) | 0:2 | Atlético Ayacucho                       | Figueroa, Tandil               |                                |
|                       |                           |     | Mariano Montalivet · Juan Pablo Vicente | Árbitro(s): Marcos Altamiranda | Árbitro(s): Marcos Altamiranda |

| 2 de noviembre, 16:00 | UNICEN (Tandil)                 | 2:1 | Velense (M. I. Vela) | Club Hípico, Tandil    |                        |
|                       | Franco Reynoso · Joaquín Thomas |     | Juan Rifé            | Árbitro(s): Pablo Latú | Árbitro(s): Pablo Latú |

| 2 de noviembre, 16:00 | Defensores del Cerro (Tandil) | 3:1 | Ferrocarril Sud (Tandil) | Excursionistas, Tandil     |                            |
|                       | Juan González · Pedro Murrone |     | Martín Pradal            | Árbitro(s): Marcelo Torres | Árbitro(s): Marcelo Torres |

| 2 de noviembre, 16:00 | Grupo Universitario (Tandil) | 1:1 | Alumni (Benito Juárez) | La Movediza, Tandil            |                                |
|                       | Mariano Fernández            |     | Emiliano Goitea        | Árbitro(s): Maximiliano Moreno | Árbitro(s): Maximiliano Moreno |

| 2 de noviembre, 16:00 | Deportivo Tandil (Tandil) | 0:4 | Sarmiento (Ayacucho)                             | Gimnasia, Tandil                 |                                  |
|                       |                           |     | Joaquín Didío · Pablo Cedarri · Germán Contreras | Árbitro(s): Víctor Hugo González | Árbitro(s): Víctor Hugo González |

| 9 de noviembre, 16:00 | Gimnasia (Tandil)  | 1:2 | Sarmiento (Ayacucho)          | Gimnasia, Tandil       |                        |
|                       | Ezequiel Arrospide |     | Pablo Cedarri · Joaquín Didío | Árbitro(s): Paulo Latú | Árbitro(s): Paulo Latú |

| 9 de noviembre, 16:00 | San José (Tandil) | 1:1 | San Lorenzo (Rauch) | La Movediza, Tandil    |                        |
|                       | Alejandro Arbert  |     | Victoriano Cano     | Árbitro(s): Diego Albo | Árbitro(s): Diego Albo |

| 9 de noviembre, 16:00 | Excursionistas (Tandil)                                                               | 8:1 | Argentino (Benito Juárez) | Excursionistas, Tandil   |                          |
|                       | Martín Ostinelli · Matías Lecuona · Gonzalo Álvarez · Matías Verga · Víctor Conqueiro |     | Federico Llanos           | Árbitro(s): Matías Picot | Árbitro(s): Matías Picot |

| 9 de noviembre, 16:00 | Santamarina (Tandil)                                | 4:1 | Juarense (Benito Juárez) | Club Hípico, Tandil        |                            |
|                       | Jonatan Muriel · Nicolás Valerio · Paolo Colantonio |     | Martín Vidal             | Árbitro(s): Marcelo Torres | Árbitro(s): Marcelo Torres |

| 9 de noviembre, 16:00 | Villa Aguirre (Tandil)                                | 3:2 | Loma Negra (Barker)                 | Figueroa, Tandil            |                             |
|                       | César Arrúa Pesoa · Facundo Benito · Walter Bonachina |     | Roberto Acosta · Alfonso Constantin | Árbitro(s): Gustavo Beckman | Árbitro(s): Gustavo Beckman |

| 9 de noviembre, 16:00 | Atlético Ayacucho  | 1:1 | Independiente (Tandil) | Luciano Ceverio, Ayacucho   |                             |
| | Gastón Olavarrieta |     | Maximiliano Villar     | Árbitro(s): Daniel Figueroa | Árbitro(s): Daniel Figueroa |
| Independiente se consagró ganador de la Fase I y obtiene el derecho a jugar la final anual con el ganador de la Fase II. |                    |     |                        |                             |                             |

| 9 de noviembre, 16:00 | Velense (M. I. Vela) | 1:2 | Unión y Progreso (Tandil)   | Miguel Ochoa, Vela              |                                 |
|                       | Juan Rossi -' (a.g.) |     | Martín Díaz · Martín Alonso | Árbitro(s): Sebastián Quinteros | Árbitro(s): Sebastián Quinteros |

| 9 de noviembre, 16:00 | Ferrocarril Sud (Tandil) | 1:2 | UNICEN (Tandil)                     | Dámaso Latasa, Tandil            |                                  |
|                       | Luciano Sequeira         |     | Javier Ferreiro · Gonzalo Fernández | Árbitro(s): Víctor Hugo González | Árbitro(s): Víctor Hugo González |

| 9 de noviembre, 16:00 | Alumni (Benito Juárez)     | 2:4 | Defensores del Cerro (Tandil)                                         | Alumni, Benito Juárez |  |
|                       | Ayrton Elía · Nicasio Elía |     | Pedro Murrone · Carlos Cayuqueo · Claudio Colotti · Roberto Carabajal |                       |  |

| 9 de noviembre, 16:00 | Botafogo (Rauch)                | 2:1 | Grupo Universitario (Tandil) | Botafogo, Rauch |  |
|                       | Federico Robles · Martín García |     | Walter Franzino              |                 |  |

| 9 de noviembre, 16:00 | Estrada (Ayacucho) | 0:0 | Deportivo Tandil (Tandil) | Mpal. José Barbieri, Ayacucho |  |
|                       |                    |     |                           | Árbitro(s): Jorge Ocaño       |  |

| 16 de noviembre, 16:00 | Sarmiento (Ayacucho)                                  | 3:2 | San José (Tandil)             | Mpal. José Barbieri, Ayacucho |  |
|                        | Martiniano Milloc · Fabián Insaurralde · Juan Ledesma |     | Nicolás Luján · Lautaro Llano |                               |  |

| 16 de noviembre, 16:00 | San Lorenzo (Rauch)               | 2:2 | Excursionistas (Tandil)        | Municipal, Rauch           |                            |
|                        | Victoriano Cano · Emiliano Flores |     | Leandro López · Hernán Lencina | Árbitro(s): Diego Villalba | Árbitro(s): Diego Villalba |

| 16 de noviembre, 16:00 | Argentino (Benito Juárez) | 0:7 | Santamarina (Tandil)                        | Alumni, Benito Juárez |  |
|                        |                           |     | Paolo Colantonio · Mariano Rodríguez Farías |                       |  |

| 16 de noviembre, 16:00 | Juarense (Benito Juárez)                       | 6:2     | Villa Aguirre (Tandil)              | Gastón Lafón, Benito Juárez |                        |
|                        | Luciano Silva · Marcos Conni · Germán González | Reporte | Gustavo Álvarez · César Arrúa Pesoa | Árbitro(s): Juan Garay      | Árbitro(s): Juan Garay |

| 16 de noviembre, 16:00                                                                          | Defensores (Ayacucho) | PP:GP (4)(5) | Atlético Ayacucho | Luciano Ceverio, Ayacucho |  |
| Defensores de Ayacucho no se presentó en el encuentro que debía disputar con Atlético Ayacucho. |                       |              |                   |                           |  |

| 16 de noviembre, 16:00 | Independiente (Tandil)                               | 3:3 | Velense (M. I. Vela)                                     | Agustín F. Berroeta, Tandil |                             |
|                        | Lucas Porta · Laureano Pereyra · Maximiliano Villlar |     | Juan Pablo Álvarez · Maximiliano Varales · Leonel García | Árbitro(s): Víctor González | Árbitro(s): Víctor González |

| 16 de noviembre, 16:00 | Unión y Progreso (Tandil)  | 3:5 | Ferrocarril Sud (Tandil)                                      | Figueroa, Tandil          |                           |
|                        | Blas Amoroso · Alan García |     | Juan Sánchez · Gustavo Arozarena · Herrera · Luciano Sequeira | Árbitro(s): Lucas Novelli | Árbitro(s): Lucas Novelli |

| 16 de noviembre, 16:00 | UNICEN (Tandil)                                                    | 4:3 | Alumni (Benito Juárez)                            | Club Hípico, Tandil            |                                |
|                        | Paolo Tomeo · Javier Ferreiro · Franco Reynoso · Leandro Narciandi |     | Fabricio Cevero · Franco Irigoyen · Nicolás Elías | Árbitro(s): Sebastián Qunteros | Árbitro(s): Sebastián Qunteros |

| 16 de noviembre, 16:00 | Defensores del Cerro (Tandil)                      | 3:1 | Botafogo (Rauch) | Excursionistas, Tandil |                        |
|                        | Manuel Ruarte · Roberto Carabajal · Marcos Colotti |     | Cristian Zelaya  | Árbitro(s): Paulo Latú | Árbitro(s): Paulo Latú |

| 16 de noviembre, 16:00 | Grupo Universitario (Tandil)         | 3:1 | Estrada (Ayacucho) | La Movediza, Tandil       |                           |
|                        | Juan Carlos Orsingher · Juan Montani |     | Braian Scerbo      | Árbitro(s): Diego Novelli | Árbitro(s): Diego Novelli |

| 16 de noviembre, 16:00 | Deportivo Tandil (Tandil)           | 2:2 | Gimnasia (Tandil)                   | Gimnasia, Tandil           |                            |
|                        | Diego Pérez Rivero · Oscar Curbetti |     | Leandro Barriola · Marcos Fernández | Árbitro(s): Marcelo Torres | Árbitro(s): Marcelo Torres |

- Fixture: Minuto 91 Archivado el 27 de septiembre de 2013 en Wayback Machine.

(1): Suspendido por incidentes a los 65´. El Tribunal de Penas de la Liga Tandilense de Fútbol dictaminó la finalización del encuentro, donde se le da por perdido el partido a ambos clubes por 1-0.

(2): Suspendido por incidentes a los 81'.

(3): El Tribunal de Penas de la Liga Tandilense de Fútbol dio lugar a la protesta de Atlético Ayacucho, por la mala inclusión de un jugador de Defensores del Cerro. En consecuencia se le da por ganado el partido al Club Atlético Ayacucho con el resultado de 1 a 0.

(4): Defensores de Ayacucho no se presentó en el encuentro que debía disputar con Atlético Ayacucho.

(5): El Tribunal de Penas de la Liga Tandilense de Fútbol le dio por ganado el encuentro a Atlético Ayacucho por 1 a 0 sobre Defensores de Ayacucho, debido a la no presentación de este último.

## Fase II

### Play-off
|  | Octavos de final          | Octavos de final        |                        |       | Cuartos de final | Cuartos de final |  |  | Semifinales    | Semifinales    |  |  | Final           | Final           |
|  | 23 al 25 de noviembre     | 23 al 25 de noviembre   |                        |       | 30 de noviembre  | 30 de noviembre  |  |  | 7 de diciembre | 7 de diciembre |  |  | 18 de diciembre | 18 de diciembre |
|  |                           |                         |                        |       |                  |                  |  |  |                |                |  |  |                 |                 |
|  |                           |                         |                        |       |                  |                  |  |  |                |                |  |  |                 |                 |
|  |                           |                         |                        |       |                  |                  |  |  |                |                |  |  |                 |                 |
|  | Atlético Ayacucho         | 1                       |                        |       |                  |                  |  |  |                |                |  |  |                 |                 |
|  | Atlético Ayacucho         | 1                       |                        |       |                  |                  |  |  |                |                |  |  |                 |                 |
|  | Defensores (Ayacucho)     | 0                       |                        |       |                  |                  |  |  |                |                |  |  |                 |                 |
|  | Defensores (Ayacucho)     | 0                       | Atlético Ayacucho      | 0 (1) |                  |                  |  |  |                |                |  |  |                 |                 |
|  |                           |                         |                        | 0 (1) |                  |                  |  |  |                |                |  |  |                 |                 |
|  |                           | Ferro (Tandil)          | 0 (3)                  |       |                  |                  |  |  |                |                |  |  |                 |                 |
|  | Ferro (Tandil)            | Ferro (Tandil)          | 0 (3)                  | 5     |                  |                  |  |  |                |                |  |  |                 |                 |
|  | Ferro (Tandil)            |                         |                        | 5     |                  |                  |  |  |                |                |  |  |                 |                 |
|  | Velense (M. I. Vela)      | 0                       |                        |       |                  |                  |  |  |                |                |  |  |                 |                 |
|  | Velense (M. I. Vela)      | 0                       | Ferro (Tandil)         | 1 (4) |                  |                  |  |  |                |                |  |  |                 |                 |
|  |                           |                         |                        | 1 (4) |                  |                  |  |  |                |                |  |  |                 |                 |
|  |                           | UNICEN (Tandil)         | 1 (3)                  |       |                  |                  |  |  |                |                |  |  |                 |                 |
|  | Santamarina (Tandil)      | UNICEN (Tandil)         | 1 (3)                  | 1 (3) |                  |                  |  |  |                |                |  |  |                 |                 |
|  | Santamarina (Tandil)      |                         |                        | 1 (3) |                  |                  |  |  |                |                |  |  |                 |                 |
|  | Unión (Tandil)            | 1 (2)                   |                        |       |                  |                  |  |  |                |                |  |  |                 |                 |
|  | Unión (Tandil)            | 1 (2)                   | Santamarina (Tandil)   | 0     |                  |                  |  |  |                |                |  |  |                 |                 |
|  |                           |                         |                        | 0     |                  |                  |  |  |                |                |  |  |                 |                 |
|  |                           | UNICEN (Tandil)         | 3                      |       |                  |                  |  |  |                |                |  |  |                 |                 |
|  | San José (Tandil)         | UNICEN (Tandil)         | 3                      | 0     |                  |                  |  |  |                |                |  |  |                 |                 |
|  | San José (Tandil)         |                         |                        | 0     |                  |                  |  |  |                |                |  |  |                 |                 |
|  | UNICEN (Tandil)           | 2                       |                        |       |                  |                  |  |  |                |                |  |  |                 |                 |
|  | UNICEN (Tandil)           | 2                       | Ferro (Tandil)         | 1     |                  |                  |  |  |                |                |  |  |                 |                 |
|  |                           |                         |                        | 1     |                  |                  |  |  |                |                |  |  |                 |                 |
|  |                           | Def. del Cerro (Tandil) | 0                      |       |                  |                  |  |  |                |                |  |  |                 |                 |
|  | Gimnasia (Tandil)         | Def. del Cerro (Tandil) | 0                      | 4     |                  |                  |  |  |                |                |  |  |                 |                 |
|  | Gimnasia (Tandil)         |                         |                        | 4     |                  |                  |  |  |                |                |  |  |                 |                 |
|  | Juarense (B. Juárez)      | 1                       |                        |       |                  |                  |  |  |                |                |  |  |                 |                 |
|  | Juarense (B. Juárez)      | 1                       | Gimnasia (Tandil)      | 2     |                  |                  |  |  |                |                |  |  |                 |                 |
|  |                           |                         |                        | 2     |                  |                  |  |  |                |                |  |  |                 |                 |
|  |                           | Excursionistas (Tandil) | 1                      |       |                  |                  |  |  |                |                |  |  |                 |                 |
|  | Sarmiento (Ayacucho)      | Excursionistas (Tandil) | 1                      | 0     |                  |                  |  |  |                |                |  |  |                 |                 |
|  | Sarmiento (Ayacucho)      |                         |                        | 0     |                  |                  |  |  |                |                |  |  |                 |                 |
|  | Excursionistas (Tandil)   | 2                       |                        |       |                  |                  |  |  |                |                |  |  |                 |                 |
|  | Excursionistas (Tandil)   | 2                       | Gimnasia (Tandil)      | 2 (1) |                  |                  |  |  |                |                |  |  |                 |                 |
|  |                           |                         |                        | 2 (1) |                  |                  |  |  |                |                |  |  |                 |                 |
|  |                           | Def. del Cerro (Tandil) | 2 (4)                  |       |                  |                  |  |  |                |                |  |  |                 |                 |
|  | Independiente (Tandil)    | Def. del Cerro (Tandil) | 2 (4)                  | 7     |                  |                  |  |  |                |                |  |  |                 |                 |
|  | Independiente (Tandil)    |                         |                        | 7     |                  |                  |  |  |                |                |  |  |                 |                 |
|  | Deportivo Tandil (Tandil) | 1                       |                        |       |                  |                  |  |  |                |                |  |  |                 |                 |
|  | Deportivo Tandil (Tandil) | 1                       | Independiente (Tandil) | 1 (2) |                  |                  |  |  |                |                |  |  |                 |                 |
|  |                           |                         |                        | 1 (2) |                  |                  |  |  |                |                |  |  |                 |                 |
|  |                           | Def. del Cerro (Tandil) | 1 (4)                  |       |                  |                  |  |  |                |                |  |  |                 |                 |
|  | Def. del Cerro (Tandil)   | Def. del Cerro (Tandil) | 1 (4)                  | 3     |                  |                  |  |  |                |                |  |  |                 |                 |
|  | Def. del Cerro (Tandil)   |                         |                        | 3     |                  |                  |  |  |                |                |  |  |                 |                 |
|  | San Lorenzo (Rauch)       | 0                       |                        |       |                  |                  |  |  |                |                |  |  |                 |                 |
|  | San Lorenzo (Rauch)       | 0                       |                        |       |                  |                  |  |  |                |                |  |  |                 |                 |

| Ganador Fase II 2013     |
| ------------------------ |
| Ferrocarril Sud (Tandil) |

### Octavos de final
- Cruces de octavos de final: Minuto 91 Archivado el 10 de junio de 2015 en Wayback Machine.

- Programación de los octavos de final: Minuto 91 Archivado el 10 de junio de 2015 en Wayback Machine.

| 25 de noviembre, 16:00 | Independiente (Tandil)                                                                                | 7:1 Video en YouTube. | Deportivo Tandil (Tandil) | Agustín F. Berroeta, Tandil |                           |
|                        | Nicolás Gorosito · Ramiro Arteagaveytía · Laureano Pereyra · Lucas Porta · Francisco González Matilli | Reporte               | Marcelo Abadie            | Árbitro(s): Lucas Novelli   | Árbitro(s): Lucas Novelli |

| 24 de noviembre, 20:00 | Def. del Cerro (Tandil)                         | 3:0 Video en YouTube. | San Lorenzo (Rauch) | Mpal. Gral. San Martín, Tandil |                             |
|                        | Maximiliano Corrado 53' · Juan González 55' 63' | Reporte               |                     | Árbitro(s): Víctor González    | Árbitro(s): Víctor González |

| 25 de noviembre, 20:00 | Sarmiento (Ayacucho) | 0:2     | Excursionistas (Tandil)         | Mpal. José A. Barbieri, Ayacucho |                             |
|                        |                      | Reporte | Gonzalo Álvarez · Julián García | Árbitro(s): Lucas Gualdieri      | Árbitro(s): Lucas Gualdieri |

| 25 de noviembre, 16:00 | Gimnasia (Tandil)                           | 4:1     | Juarense (B. Juárez) | Gimnasia, Tandil               |                                |
|                        | Juan Kwist · Pablo Federico · Ricardo Tasín | Reporte | Juan Cruz Riganti    | Árbitro(s): Marcos Altamiranda | Árbitro(s): Marcos Altamiranda |

| 25 de noviembre, 17:00 | Santamarina (Tandil) | 1:1 Video en YouTube. (3:2 p.) | Unión y Progreso (Tandil) | Mpal. Gral. San Martín, Tandil |                            |
|                        | Jonatan Muriel       | Reporte                        | Martín Alonso             | Árbitro(s): Marcelo Torres     | Árbitro(s): Marcelo Torres |

| 25 de noviembre, 16:30 | San José (Tandil) | 0:2     | UNICEN (Tandil)                       | Club Hípico, Tandil      |                          |
|                        |                   | Reporte | Javier Ferreyro · Mariano Larragneguy | Árbitro(s): Matías Picot | Árbitro(s): Matías Picot |

| 23 de noviembre, 16:00 | Atlético Ayacucho  | 1:0     | Defensores (Ayacucho) | Luciano Ceverio, Ayacucho   |                             |
|                        | Manuel Ceverio 69' | Reporte | Leandro Córdoba       | Árbitro(s): Daniel Figueroa | Árbitro(s): Daniel Figueroa |

| 25 de noviembre, 16:00 | Ferrocarril Sud (Tandil)                                         | 5:0     | Velense (M. I. Vela) | Dámaso Latasa, Tandil  |                        |
|                        | Juan Sánchez · Germán Paz a.g.' · Martín Pradal · Julio Prezioso | Reporte |                      | Árbitro(s): Paulo Latú | Árbitro(s): Paulo Latú |

### Cuartos de final
- Programación de los cuartos de final: Minuto 91 Archivado el 4 de diciembre de 2013 en Wayback Machine.

| 30 de noviembre, 17:00 | Independiente (Tandil)                                                        | 1:1 (2:4 p.)               | Def. del Cerro (Tandil)                                        | Mpal. Gral. San Martín, Tandil |                            |
|                        | Maximiliano Villar                                                            | Reporte                    | Roberto Carabajal                                              | Árbitro(s): Marcelo Torres     | Árbitro(s): Marcelo Torres |
|                        |                                                                               | Tiros desde el punto penal |                                                                |                                |                            |
|                        | Ramiro Arteagaveytía · Manuel Aguirre · Maximiliano Villar · Nicolás Gorosito |                            | Pedro Murrone · Claudio Colotti · Juan González · Lucas Ruarte |                                |                            |

| 30 de noviembre, 17:00 | Gimnasia (Tandil)                 | 2:1     | Excursionistas (Tandil) | Gimnasia, Tandil       |                        |
|                        | Marcos Fernández · Emanuel Unrein | Reporte | Martín Ostinelli        | Árbitro(s): Paulo Latú | Árbitro(s): Paulo Latú |

| 30 de noviembre, 16:00 | Santamarina (Tandil) | 0:3     | UNICEN (Tandil)                                        | Club Hípico, Tandil            |                                |
|                        |                      | Reporte | Mariano Larragneguy · Javier Ferreiro · Joaquín Thomas | Árbitro(s): Marcos Altamiranda | Árbitro(s): Marcos Altamiranda |

| 30 de noviembre, 16:00 | Atlético Ayacucho                                        | 0:0 Video en YouTube. (1:3 p.) | Ferrocarril Sud (Tandil)                                    | Luciano Ceverio, Ayacucho |                           |
|                        |                                                          | Reporte                        |                                                             | Árbitro(s): Marcelo Casco | Árbitro(s): Marcelo Casco |
|                        |                                                          | Tiros desde el punto penal     |                                                             |                           |                           |
|                        | Lucio Esteberena · Iñaki Oillataguerre · Emanuel Morondo |                                | Martín Pradal · Nicolás Auce · Matías Méndez · Juan Sánchez |                           |                           |

### Semifinales
- Programación de las semifinales: Minuto 91 (enlace roto disponible en Internet Archive; véase el historial, la primera versión y la última).

| 7 de diciembre, 17:00 | Gimnasia (Tandil)                                  | 2:2 Video en YouTube. (1:4 p.) | Def. del Cerro (Tandil)                                       | Mpal. Gral. San Martín, Tandil |                             |
|                       | Marcos Fernández 26' · Matías Arrospide 76'        | Reporte                        | Maximiliano Corrado 66' · Pedro Murrone 83'                   | Árbitro(s): Víctor González    | Árbitro(s): Víctor González |
|                       |                                                    | Tiros desde el punto penal     |                                                               |                                |                             |
|                       | Pablo Federico · Ricardo Tasín · Sebastián Belsito |                                | Juan Murrone · Pedro Murrone · Juan Pueblas · Diego Rodríguez |                                |                             |

| 7 de diciembre, 16:30 | Ferrocarril Sud (Tandil)                                                        | 1:1 (4:3 p.)               | UNICEN (Tandil)                                                                                  | Dámaso Latasa, Tandil     |                           |
|                       | Matías Méndez 30'                                                               | Reporte                    | Martín Rivarola 5'                                                                               | Árbitro(s): Lucas Novelli | Árbitro(s): Lucas Novelli |
|                       |                                                                                 | Tiros desde el punto penal |                                                                                                  |                           |                           |
|                       | Nicolás Auce · Matías Méndez · Juan Sánchez · Gustavo Arozarena · Martín Pradal |                            | Gonzalo Fernández Páez · Mariano Larragneguy · Julio Angelieri · Franco Thomas · Javier Ferreiro |                           |                           |

### Final
- Programación de la final: Esperanzas del fútbol

| 18 de diciembre, 18:00 | Ferrocarril Sud (Tandil) | 1:0 Video en YouTube. | Def. del Cerro (Tandil) | Mpal. Gral. San Martín, Tandil |                        |
|                        | Facundo Franco 4'        | Reporte               |                         | Árbitro(s): Paulo Latú         | Árbitro(s): Paulo Latú |

## Final del año
En la final se enfrentaron los ganadores de la Fase I y de la Fase II, en un solo partido.
| 22 de diciembre, 18:00 | Independiente (Tandil)                                                                          | 1:1 Video en YouTube. (5:4 p.) | Ferrocarril Sud (Tandil)                                                        | Agustín F. Berroeta, Tandil |                           |
|                        | Lucas Porta 81'                                                                                 | Reporte                        | Damián Villar 01'                                                               | Árbitro(s): Lucas Novelli   | Árbitro(s): Lucas Novelli |
|                        |                                                                                                 | Tiros desde el punto penal     |                                                                                 |                             |                           |
|                        | Laureano Pereyra · Manuel Aguirre · Ramiro Arteagaveytía · Nicolás Trasante · Joaquín Hernández |                                | Martín Pradal · Nicolás Auce · Matías Méndez · Juan Sánchez · Gustavo Arozarena |                             |                           |

|    | Guardameta     | Gonzalo Casas        |     |
|    | Defensa        | Manuel Aguirre       |     |
|    | Defensa        | Laureano Pereyra     |     |
|    | Defensa        | Diego Lecuona        |     |
|    | Defensa        | Martín Camio         | (3) |
|    | Centrocampista | Agustín Olaechea     |     |
|    | Centrocampista | Rodrigo Baquero      |     |
|    | Centrocampista | Nicolás Gorosito     | (2) |
|    | Centrocampista | Santiago Aladro      | (1) |
|    | Delantero      | Maximiliano Villar   |     |
|    | Delantero      | Ramiro Arteagaveytía |     |
| DT | DT             | Gerardo Villar       |     |

|    | Guardameta     | Federico Irureta   |     |
|    | Defensa        | Matías Méndez      |     |
|    | Defensa        | Facundo Franco     |     |
|    | Defensa        | Marcos Aberastegui |     |
|    | Defensa        | Damián Filomeni    |     |
|    | Centrocampista | Juan Sánchez       |     |
|    | Centrocampista | Gustavo Arozarena  |     |
|    | Centrocampista | Rodrigo García     | (3) |
|    | Centrocampista | Gonzalo Herrera    | (2) |
|    | Delantero      | Damián Villar      | (1) |
|    | Delantero      | Martín Pradal      |     |
| DT | DT             | Lucas Rodríguez    |     |

|  | Centrocampista | Joaquín Hernández | (1) |
|  | Delantero      | Lucas Porta       | (2) |
|  | Centrocampista | Nicolás Trasante  | (3) |

|  | Delantero      | Pedro Etchegaray | (1) |
|  | Defensa        | Emanuel Villegas | (2) |
|  | Centrocampista | Nicolás Auce     | (2) |

|  | 81' | Lucas Porta |

|  | 01' | Damián Villar |

|                      |  | 0:1 |  | Martín Pradal     |
| Laureano Pereyra     |  | 1:1 |  |                   |
|                      |  | 1:2 |  | Nicolás Auce      |
| Manuel Aguirre       |  | 2:2 |  |                   |
|                      |  | 2:3 |  | Matías Méndez     |
| Ramiro Arteagaveytía |  | 3:3 |  |                   |
|                      |  | 3:4 |  | Juan Sánchez      |
| Nicolás Trasante     |  | 4:4 |  |                   |
|                      |  | 4:4 |  | Gustavo Arozarena |
| Joaquín Hernández    |  | 5:4 |  |                   |

|  | 89' | Lucas Porta |  |  |

| Árbitro | Lucas Novelli |

|    | Guardameta     | Gonzalo Casas        |     |
|    | Defensa        | Manuel Aguirre       |     |
|    | Defensa        | Laureano Pereyra     |     |
|    | Defensa        | Diego Lecuona        |     |
|    | Defensa        | Martín Camio         | (3) |
|    | Centrocampista | Agustín Olaechea     |     |
|    | Centrocampista | Rodrigo Baquero      |     |
|    | Centrocampista | Nicolás Gorosito     | (2) |
|    | Centrocampista | Santiago Aladro      | (1) |
|    | Delantero      | Maximiliano Villar   |     |
|    | Delantero      | Ramiro Arteagaveytía |     |
| DT | DT             | Gerardo Villar       |     |

|    | Guardameta     | Federico Irureta   |     |
|    | Defensa        | Matías Méndez      |     |
|    | Defensa        | Facundo Franco     |     |
|    | Defensa        | Marcos Aberastegui |     |
|    | Defensa        | Damián Filomeni    |     |
|    | Centrocampista | Juan Sánchez       |     |
|    | Centrocampista | Gustavo Arozarena  |     |
|    | Centrocampista | Rodrigo García     | (3) |
|    | Centrocampista | Gonzalo Herrera    | (2) |
|    | Delantero      | Damián Villar      | (1) |
|    | Delantero      | Martín Pradal      |     |
| DT | DT             | Lucas Rodríguez    |     |

|  | Centrocampista | Joaquín Hernández | (1) |
|  | Delantero      | Lucas Porta       | (2) |
|  | Centrocampista | Nicolás Trasante  | (3) |

|  | Delantero      | Pedro Etchegaray | (1) |
|  | Defensa        | Emanuel Villegas | (2) |
|  | Centrocampista | Nicolás Auce     | (2) |

|  | 81' | Lucas Porta |

|  | 01' | Damián Villar |

|                      |  | 0:1 |  | Martín Pradal     |
| Laureano Pereyra     |  | 1:1 |  |                   |
|                      |  | 1:2 |  | Nicolás Auce      |
| Manuel Aguirre       |  | 2:2 |  |                   |
|                      |  | 2:3 |  | Matías Méndez     |
| Ramiro Arteagaveytía |  | 3:3 |  |                   |
|                      |  | 3:4 |  | Juan Sánchez      |
| Nicolás Trasante     |  | 4:4 |  |                   |
|                      |  | 4:4 |  | Gustavo Arozarena |
| Joaquín Hernández    |  | 5:4 |  |                   |

|  | 89' | Lucas Porta |  |  |

| Árbitro | Lucas Novelli |

## Goleadores
| Jugador              | Jugador            | Goles | Equipo                   |
| -------------------- | ------------------ | ----- | ------------------------ |
| Bandera de Argentina | Luciano Silva      | 19    | Juarense (Benito Juárez) |
| Bandera de Argentina | Maximiliano Villar | 18    | Independiente (Tandil)   |
| Bandera de Argentina | Martín Ostinelli   | 14    | Excursionistas (Tandil)  |
| Bandera de Argentina | Juan Álvarez       | 13    | Velense (M. I. Vela)     |
| Bandera de Argentina | Esteban Bonarrigo  | 13    | Ferrocarril Sud (Tandil) |

- Goleadores: Minuto 91 Archivado el 27 de junio de 2013 en Wayback Machine.

| Independiente (Tandil) 3.er título |

| Todas las ediciones del torneo (En negrita la última edición ganada por ese club) | Todas las ediciones del torneo (En negrita la última edición ganada por ese club) | Todas las ediciones del torneo (En negrita la última edición ganada por ese club) |
| Unión Regional Deportiva                                                          | Unión Regional Deportiva                                                          | Unión Regional Deportiva                                                          |
| --------------------------------------------------------------------------------- | --------------------------------------------------------------------------------- | --------------------------------------------------------------------------------- |
| Unión Regional Deportiva 2007 Independiente (Tandil) (1)                          | Unión Regional Deportiva 2008 Independiente (Tandil) (2)                          | Unión Regional Deportiva 2009 Santamarina (Tandil) (1)                            |
| Unión Regional Deportiva 2010 Atlético-Defensores (Ayacucho) (1)                  | Unión Regional Deportiva 2011 Ferrocarril Sud (Tandil) (1)                        | Unión Regional Deportiva 2012 Ferrocarril Sud (Tandil) (2)                        |
| Unión Regional Deportiva 2013 Independiente (Tandil) (3)                          |                                                                                   |                                                                                   |